# Michel Le Nobletz
 (avril 2017).
Dom Michel Le Nobletz, en breton Mikael An Nobletz (1577-1652), fut au début du XVIIe siècle le premier et l'un des plus vigoureux missionnaires de la Réforme catholique dans le Royaume de France. Actif en Basse-Bretagne, il développa pour nourrir son propos des méthodes pédagogiques nouvelles, et inventa notamment l'usage de cartes peintes, appelées aujourd'hui taolennoù ou tableaux de mission, dont il reste de nombreux exemplaires. Son procès en béatification, ouvert par l'évêque de Léon en 1701, dix huit ans après le décès de son disciple Julien Maunoir, n'a toujours pas abouti, mais l'Église catholique l'a déclaré vénérable en 1897.

## Biographie

### Naître noble dans un temps troublé (1577-1580)
Michel Le Nobletz nait au manoir de Kerodern en Plouguerneau dans une famille léonarde aisée, de petite noblesse, les Kerodern. Il est le quatrième de onze enfants.
Hervé Le Nobletz, le père, est un des quatre notaires du Roi attachés au bailli de Lesneven et affectés à l'évêché de Léon.

Les armes du couple sont mi parti d'argent à deux fasces de sable au canton de gueules chargé d'une quintefeuille d'argent, qui est Nobletz, et fascé de six pièces de vair, qui est Lesguern. Françoise de Lesvern, la mère, est en effet d'un rang égal sinon supérieur à celui de son mari, et par l'ancienneté du nom et par la fortune, dont elle reste après son mariage, selon la coutume de Bretagne, l'unique propriétaire.
L'enfant grandira dans un contexte politique trouble, celui des guerres de Religion et d'un affaissement de l'autorité, qui conduit le Duc de Mercoeur, baillistre de Bretagne, jusqu'à envisager l'indépendance. La société léonarde elle-même, dominée par une riche classe bourgeoise enrichie dans l'industrie toilière des crées et le commerce maritime, est agitée par les factions et des interrogations sociales, notamment sur l'éducation.

### Jeunesse à la fois reléguée et protégée (1581-1595)

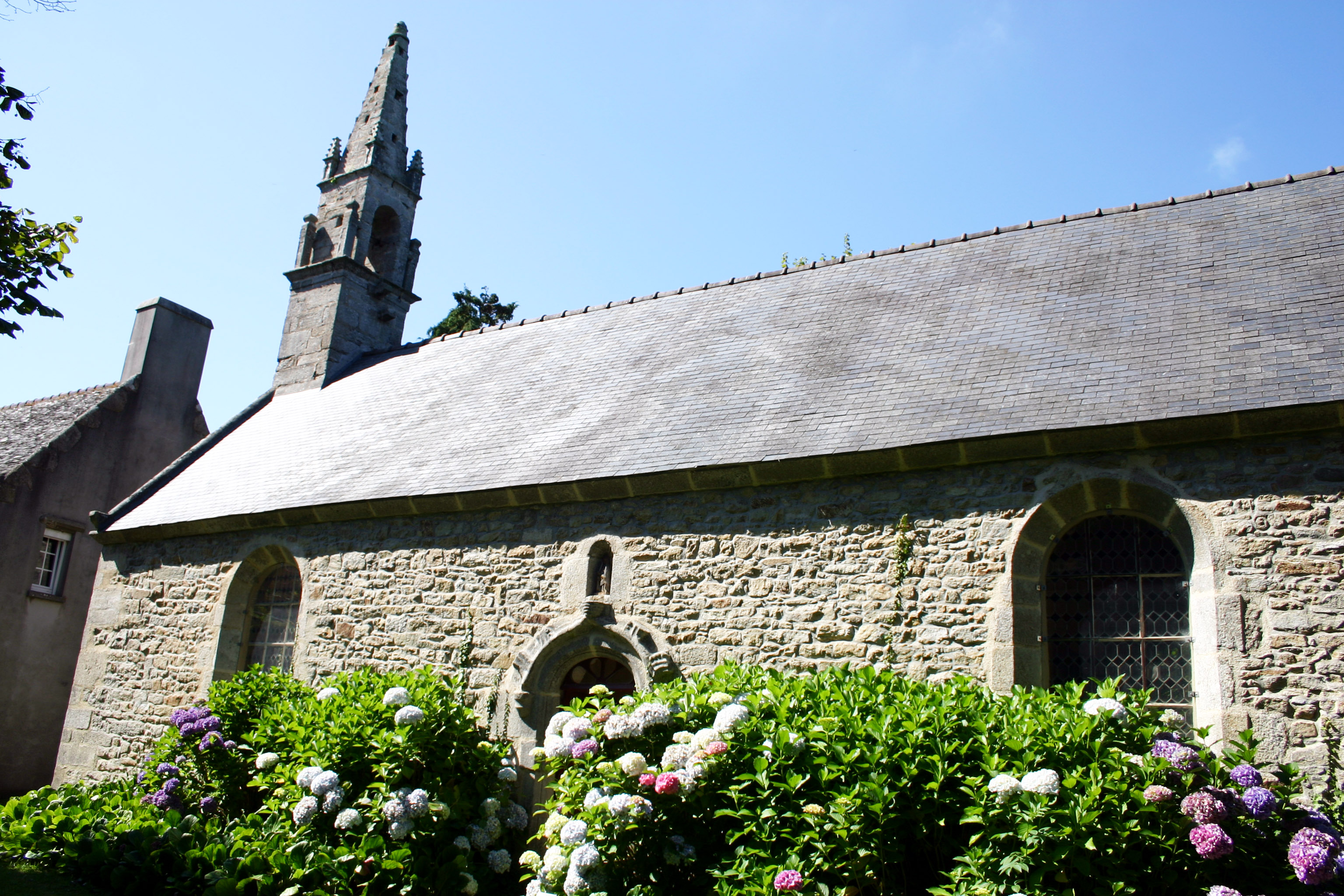
La chapelle Saint Claude.

Dès l'âge de quatre ans, Michel Le Nobletz aime s'évader jusqu'à la chapelle du domaine, dédiée à Saint Claude, en longeant l'étang. Sa mère craignant de le voir tomber dans l'eau, il la rassure en invoquant une Dame mystérieuse qui le protège.
Vers l'âge de six ans, Michel Le Nobletz est appelé à Saint-Frégant par son grand-père maternel, seigneur de Lesvern issu d'une branche cadette de la maison de Coëtmenech, une des grandes familles du Kemenet-Ily. C'est le desservant de la chapelle Sainte Anastasie, qui se situait sur le domaine, le père Thomas Cozic, qui fait la classe aux petits enfants Lesvern de plus de sept ans et lui apprend à lire.
À la mort de son grand-père Alain de Lesvern, l'enfant, qui a dix ans, retourne à Kerodern où il étudie sous le préceptorat du père Gilles Mazéas, puis est mis en pension dans un établissement situé au-dessus de l'aber Wrac'h, au lieu-dit Saint Antoine Perroz, tenu par Yves et Henri Gourvennec, deux recteurs en retraite, qui notent l'exceptionnelle maturité de leur élève,.

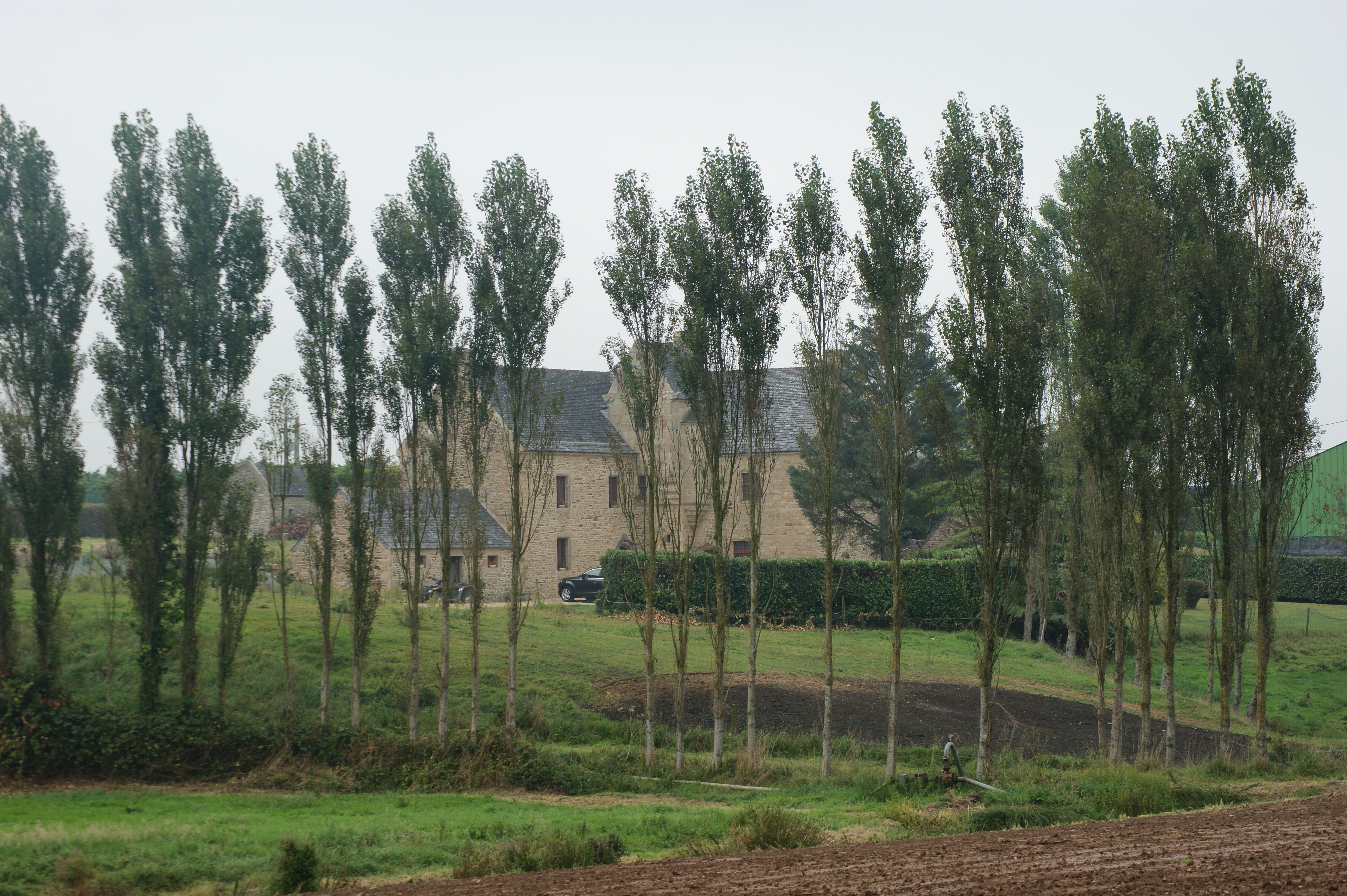
Le manoir du grand-père de Michel Le Nobletz, où celui-ci vécut de six à dix ans.

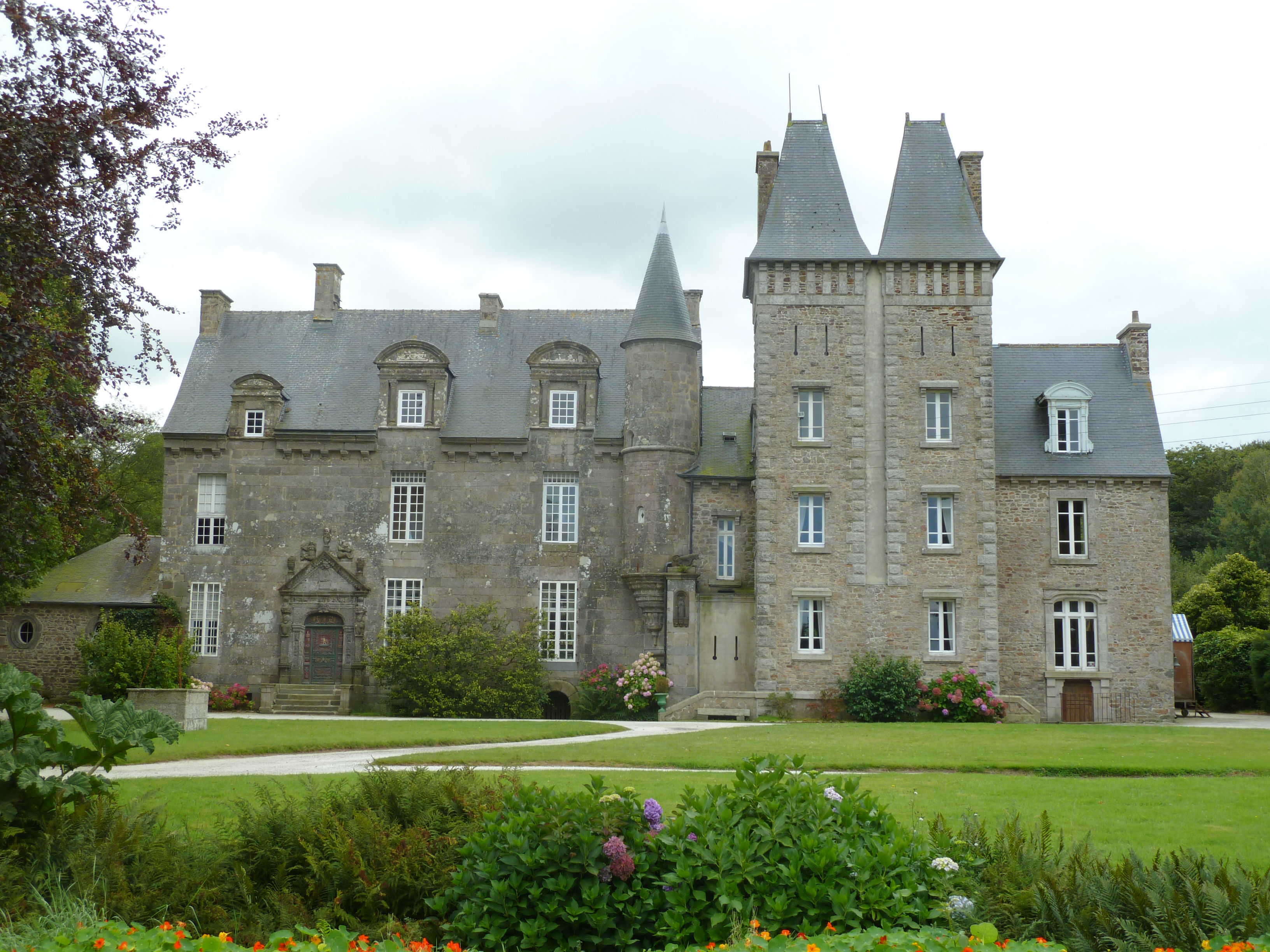
Le manoir de Trébodennic en Ploudaniel, construit en 1584, où l'archidiacre du Léon et doyen de Folgoët Alain de Poulpry héberge des élèves.

À treize ans, celui-ci poursuit sa scolarité sous la férule d'Alain Le Guen à l'école de Ploudaniel. L'adolescence de Michel Le Nobletz est celle des émeutes, des exactions, des pillages de la Guerre de la Ligue, dont les plus marquants auront été ceux de La Fontenelle. C'est ce contexte de « la Barbarie, parmy un peuple aussi grossier et aussi ignorant que les Sauvages mesmes » qu'il se réfugie dans la prière.
Il confiera plus tard à une femme de Saint-Renan qui a renoncé au mariage, Jeanne Le Gal, qu'il a eu à quatorze ans une vision de Jésus éclatant de beauté. Comme Max Jacob trois siècles plus tard, il décrit cette expérience de l'ineffable dont « il n'avoit point de termes qui puissent exprimer en aucune façon ce qu'il avoit veu, ny la surprise & la joye dont il avoit esté comblé ».

### Étudiant touché par la vocation (1596-1606)

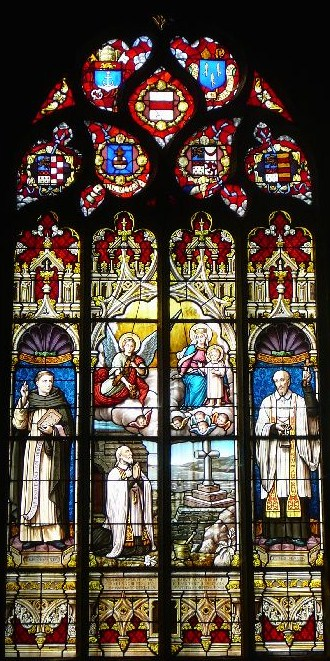
« "Comment la Sainte Vierge apparut au vénérable Michel Le Nobletz lui présentant les trois couronnes de Doctrine, de Chasteté, et de Mépris du monde. », vitrail dit des missionnaires posé en 1903 dans le transept sud de Notre Dame de Rumengol. À gauche, Pierre Quintin. À droite, Julien Maunoir.

À l'âge de dix huit ans révolus, en 1596, Michel le Nobletz est envoyé par son père rejoindre ses quatre frères au collège de Guyenne de l'université de Bordeaux. Ses talents d'escrimeur le font nommer prieur des Bretons, fonction qui l'amène à fréquenter les tavernes et à intervenir dans les querelles, les étudiants Bretons étant l'objet de toutes sortes de moqueries racistes. En une de ces occasions, il manque d'assassiner un fâcheux de son épée.
En octobre 1597, il entre à la succursale du collège de la Madelaine qui a été ouvert à Agen. L'établissement est animé par les Jésuites, concurrents des professeurs humanistes de collège de Guyenne qui entendent rechristianiser l'enseignement et former une élite missionnaire. Michel Le Nobletz y étudie la Bible, les langues anciennes (latin, grec) et les mathématiques. Il y rencontre un ancien officier de la Ligue de vingt-huit ans venu, une fois la guerre finie, reprendre sa formation parmi les adolescents, Pierre Quintin. Avec celui-ci et quelques autres étudiants, il participe à une action sociale de secours aux pauvres, un peu à la manière des YMCA d'aujourd'hui. C’est à Agen que Michel Le Nobletz commence à rédiger son journal spirituel ou « calendrier des bénéfices divins ».
Logé en ville chez un couple stérile depuis seize ans, il est accusé par des rumeurs de la grossesse que sa logeuse ne peut plus cacher. Le calcul du terme ne le disculpera qu'au bout de plusieurs mois, une fois l'accouchement passé.
C'est dans ces circonstances qu'il a une vision de la Vierge au cours de laquelle il entend celle-ci le réconforter quant à de futurs persécuteurs et la voit lui adresser trois couronnes en échange de trois vœux, ceux de toujours conserver sa « virginité », d'exercer en tant que docteur spirituel, de quitter le monde pour la prêtrise. Sa vocation trouvée, la lecture d'une Vie de Saint Ignace de Loyola le décide de vivre à l'imitation de ce grand réformateur.
Ses cinq années d'humanités terminées, il accomplit un pèlerinage à Toulouse puis s'inscrit en 1602 à la faculté de théologie de l'université de Bordeaux, seul moyen pour un élève passé par l'enseignement jésuite d'obtenir un doctorat. Il y suit le cursus en thomisme.
Il revient dans sa paroisse natale en 1606, à vingt-neuf ans. Remarqué par Mgr de Neufville lors d'une disputatio qui se tient au siège épiscopal de Léon, il se voit proposer de choisir un des principaux bénéfices de l'évêché. Il préfère, à l'imitation du jeune Jean de Pietro Bernadone, abandonner à un prêtre pauvre l'habit que son père lui a fait faire, et dresse la carte des dix écueils qui s'opposent à l'entrée dans le sacerdoce pour en faire un parcours de méditation. Il y ajoute quinze conditions à remplir pour éviter ces écueils.
Éternel étudiant désireux de parfaire ses connaissances, il se rend à Paris pour suivre un enseignement de l'hébreu. Il est déçu par les professeurs de la Sorbonne. Le jésuite Pierre Coton, prédicateur et futur confesseur d'Henri IV, devient sur place son directeur de conscience et le confirme dans sa vocation de « prêtre diocésain pauvre, destiné à évangéliser ses compatriotes bretons hors du cadre paroissial ». Il est alors ordonné prêtre à Paris en 1607.

### Épisode érémitique (1607)
Rentré en Léon, il refusa la carrière classique qui s'ouvrait à lui, un poste avec de confortables bénéfices, pour une vie de pauvreté vouée à l'Évangile. Au désespoir de ses parents, il se retira à Plouguerneau dans une sorte de cellule qu'il se fit ériger au milieu des rochers de la plage de Treménac'h. Il y passa un an dans le dénuement et l'ascèse.
Guy Alexis Lobineau précise : « Il fit construire auprès de la mer, dans un lieu appelé Tréménach, une petite cellule couverte de paille, s'y renferma et mena pendant un an une vie plus solitaire des anciens ermites des déserts. Il ne quitta point le cilice et n'eut sur lui, pendant ce temps-là, que le collet attaché à sa soutane. Il prenait tous les jours la discipline jusqu'au sang, et n'avait point d'autre lit que la terre nue, et d'autre chevet qu'une pierre. Il ne mangeoit qu'une fois le jour, et sa nourriture unique étoit un peu de bouillie de farine d'orge, sans sel, sans beurre et sans lait (...). Il ne buvoit que de l'eau et avoit borné à une très petite mesure la quantité qu'il devoit en boire chaque jour. Pour le vin, il ne s'en servit toute cette année qu'au saint sacrifice de la messe ».
Guy Alexis Lobineau écrit plus loin : « Pénétré de l'exemple du Sauveur (...), le saint homme commença l'exercice de ses travaux apostoliques par la paroisse de Plouguerneau où il étoit né ; et comme l'ignorance des peuples étoit extrême, il s'attacha non seulement à prêcher en public contre les vices et les abus ; mais encore à enseigner les premiers éléments de la Foy et de la Religion dans les églises, dans les chemins publics et dans les maisons particulières. Il convertit à Dieu un bon nombre de personnes ; mais la plupart des autres, surpris de la nouveauté de ses discours et de sa conduite (...) le regardèrent comme un homme qui avoit perdu l'esprit et ses parens les plus proches furent ses plus rudes persécuteurs. (...) La paroisse de Plouguerneau, quoique d'une grande étendue, ne bornoit pas son zèle les Dimanches, il alloit dans les paroisses voisines prêcher, catéchiser et confesser ».

### Missions itinérantes (1608-1616)
En 1608 il effectua sa première mission, dans l'île d'Ouessant, reprenant une activité que saint Vincent Ferrier avait initié au début du XVe siècle en Bretagne, et que les Frères mineurs capucins avaient réactivé.
Après un passage chez les Dominicains de Morlaix qui le chassèrent à cause d'un scandale retentissant (il avait vandalisé le portrait d'une jeune fille placé sur sa tombe parce qu'il ne voulait pas que l'on s'y recueillit comme devant la statue d'un saint), il se mit à prêcher avec le P. Quintin, dominicain de Morlaix. Ensemble ils parcoururent le Trégor et le Léon de 1608 à 1611.

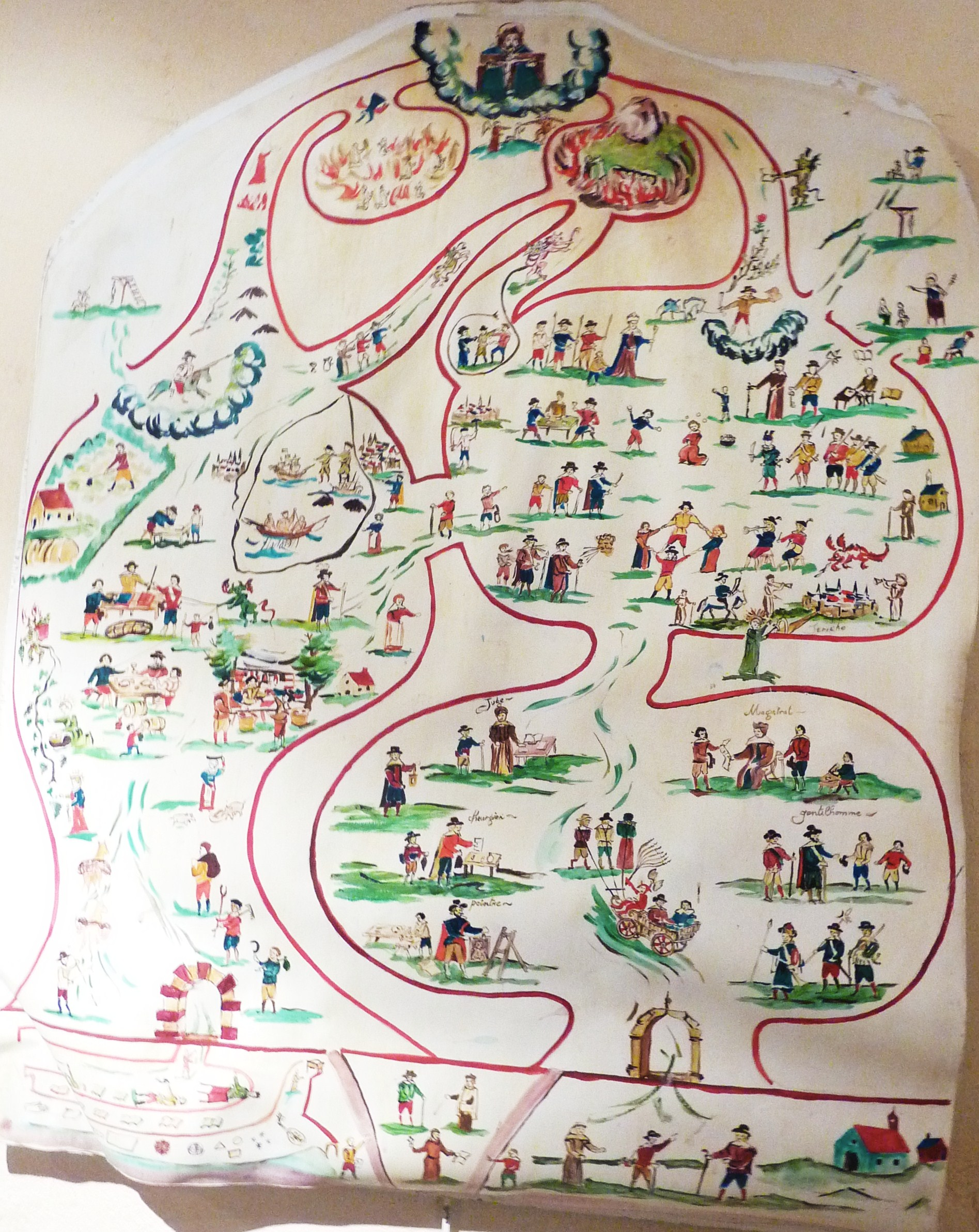
Taolenn utilisé par Michel Le Nobletz : la carte du miroir du monde

Michel le Nobletz missionna alors dans les îles avec succès, à Ouessant, Molène, Batz (où il brandit à son départ un crâne humain extrait de l'ossuaire), avant de s'installer au Conquet. C'est là que sa sœur Marguerite le rejoignit. Elle s'installe avec une veuve, Françoise Troadec. Celle-ci faisait partie de l'École de cartographie du Conquet et mit la science au service du prédicateur, si bien qu'à Landerneau en 1614 celui-ci commença d'utiliser les cartes peintes de Marguerite comme d'Alain Liestobec (régistrateur au Conquet) pour évangéliser les populations, ayant compris qu'il se ferait mieux comprendre par le dessin, alors peu répandu et donc plus frappant.
De Landerneau, Michel le Nobletz, renonçant au Léon, se rend en novembre 1614 à Quimper demander au nouvel évêque Guillaume Le Prestre de Lézonnet l'autorisation de prêcher dans son diocèse. Désireux lui aussi de mettre en œuvre la réforme tridentine, le prélat est heureux de trouver une bonne volonté dans une Cornouaille en manque d'institution. Il confie à Michel Le Nobletz de faire la catéchèse aux enfants dans les chapelles de Saint Primel et de la Madeleine à Quimper, et, les dimanches et jours de fêtes, le prêche en l'église Saint Mathieu. Durant le Carême 1615, celui-ci est chargé de l'édification des nonnes du prieuré de Locmaria.
De Quimper, il organise dès l'été suivant des missions dans les villes principales du diocèse, Le Faou, Concarneau, où arrivé le soir, les paroissiens rentrent chez eux au moment il monte en chaire, à Pont l'Abbé, à Audierne, où il fait fuir son auditoire. Il est mieux accueilli quand, s'aidant de son matériel pédagogique, il évangélise à cheval la campagne du Cap Sizun, Cléden, Goulien, Plogoff, villages où il trouve une population abandonnée à la superstition et des pratiques héritées du paganisme.

### Prédicateur de Douarnenez (1617-1639)

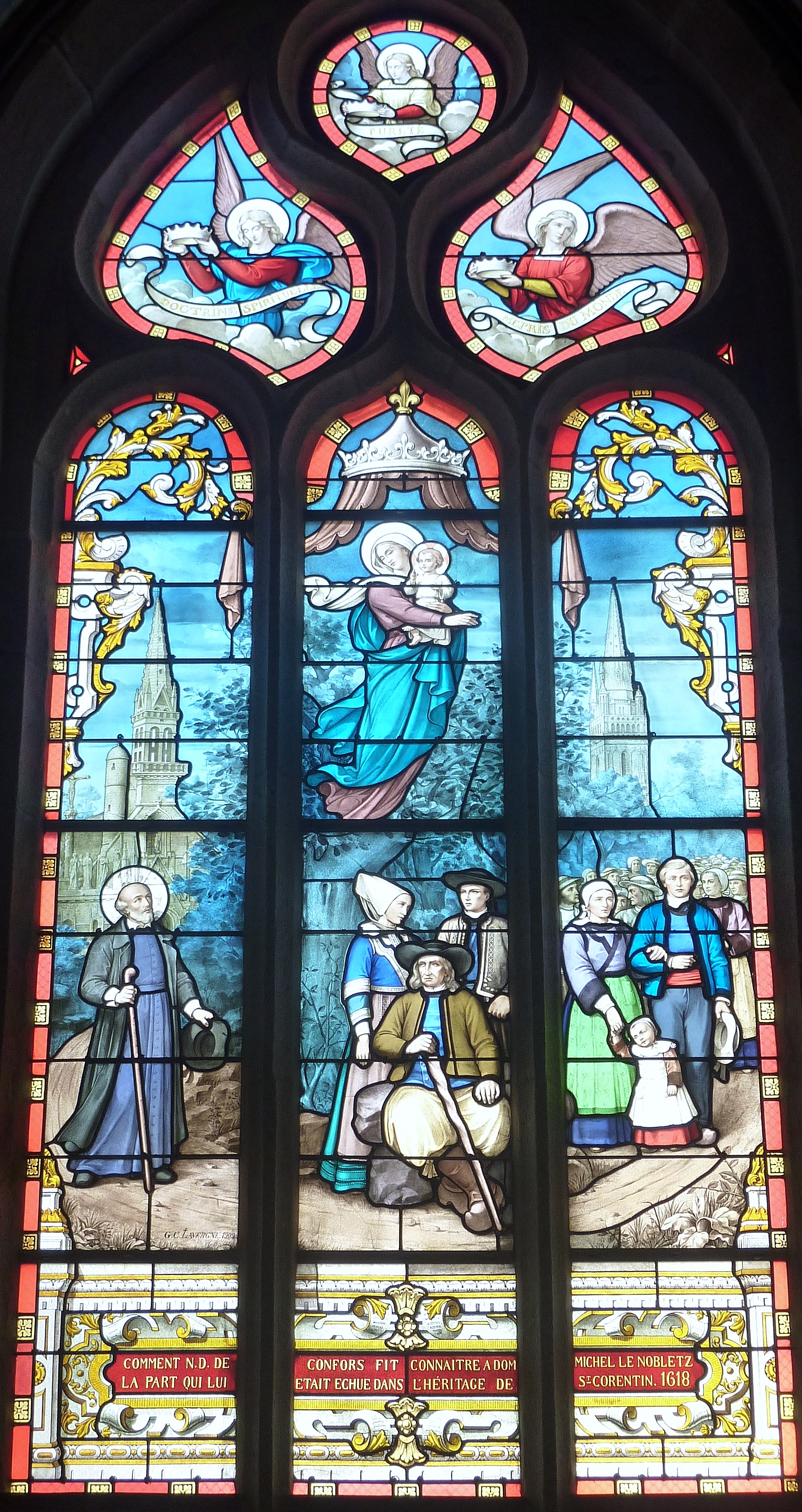
Église Saint-Herlé de Ploaré, vitrail "Notre-Dame-de-Confort apparaissant à Michel Le Nobletz".

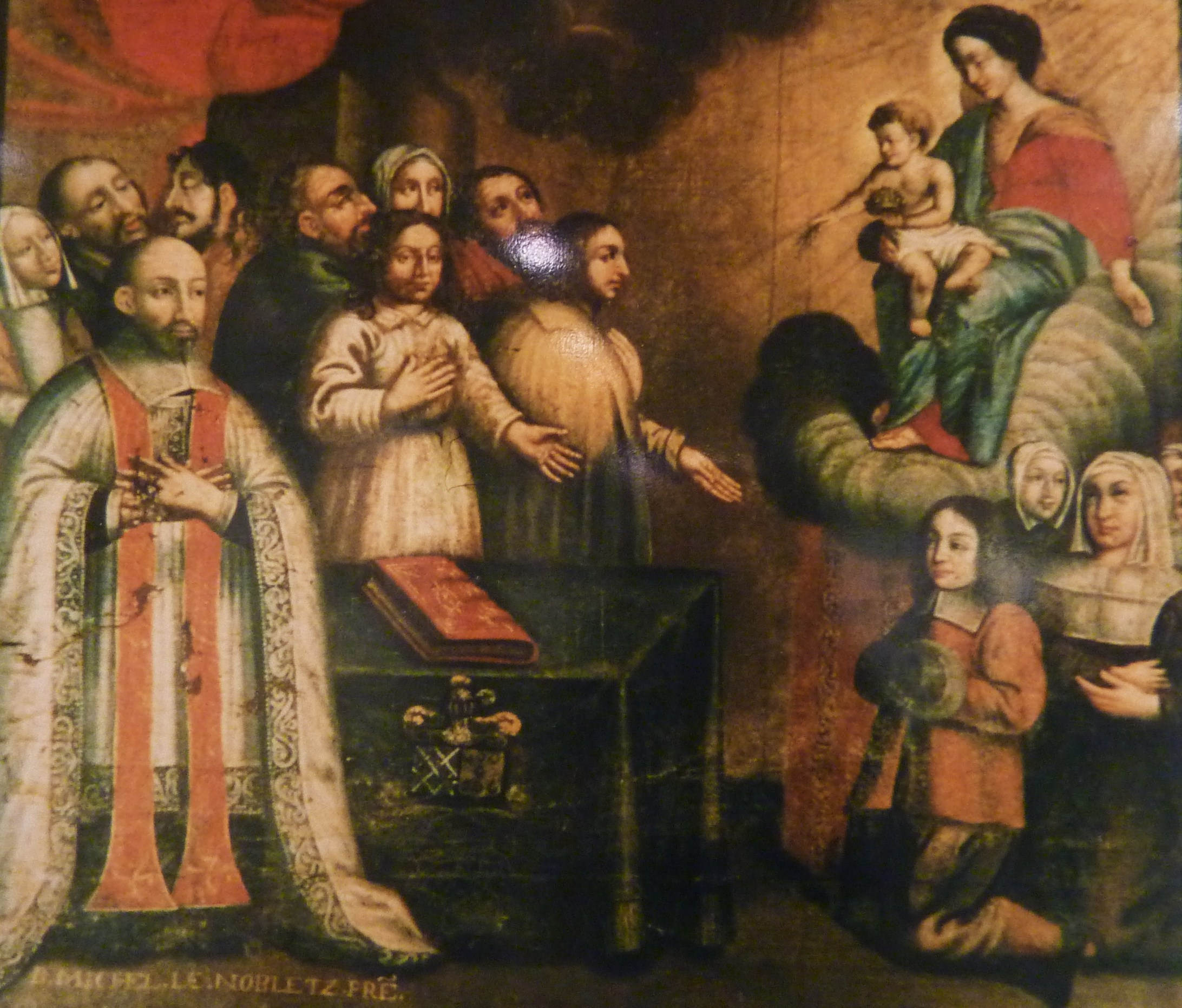
Portrait de Michel Le Nobletz prêchant

Après une mission dans l'Île de Sein, il est nommé recteur de Meilars par le nouvel évêque de Quimper, Guillaume Le Prestre de Lézonnet. Mais il résigne sa charge au bout de quelques mois pour venir s’établir à Douarnenez, qui n’était alors qu’un quartier de la paroisse de Ploaré. Il y demeura vingt-deux ans, de 1617 à 1639.
Le 22 mai 1617, il inaugure son ministère en la chapelle Sainte Hélène, qui dessert le port de Douarnenez et les deux mil âmes de ce quartier à part de la paroisse mère de Ploaré. Pour attirer celles-ci, délaissées par le recteur de Ploaré, il commence par les attirer au son du tocsin, faisant croire à un incendie. Cela lui aliène d'emblée l'estime d’une partie de ses ouailles. Il est toutefois soutenu par le recteur, soucieux d'un apostolat dirigé vers une population de marins peu intégrée.
En 1619, il fait venir sa sœur Marguerite. Autour d'elle, se constitue une petite communauté de veuves qui organisent les aides pour les mères, l'enseignement des enfants, les soins aux malades. C'est pour elles qu'il perfectionne l'usage des tableaux allégoriques appelés en breton taolennoù. Pour compléter cette forme de catéchèse, il rédige un certain nombre de cantiques bretons, que la tradition a conservés. Dans ses œuvres, il est secondé par Antoine Le Pennec et Guillaume Brelivet, ainsi que par dom Pierre Le Bocer, qui avait participé vingt ans plus tôt à Rome à l'organisation du jubilé.
Il poursuit sa mission en mer sur le lieu même de travail des pêcheurs : « Dans les îles, comme là plus grande partie des habitants étaient occupés à la pêche, le saint barde les suivait au large, où il les trouvait réunis en grand nombre, et, montant sur le plus élevé de leurs bateaux, il charmait leurs travaux par ses chants ».
L'organisation de son ministère avec l'aide de femmes laïques, qui font le catéchisme, a, au bout de cinq années, porté suffisamment de fruit pour qu'elle soit dénoncée à l'évêque. Comme Abélard cinq siècles plus tôt, il doit se défendre et s'en explique par courrier le 17 mai 1625, en argumentant, contre l'interdiction par Saint Paul aux femmes de prendre la parole dans l'église, les saintes femmes de la Bible et des temps apostoliques jusqu'à Thérèse d'Avila.
En 1620, il fête la fondation du collège jésuite de Quimper en chantant avec ses soutiens le Te Deum autour d'un feu allumé sur la place publique. En 1628, le père Quintin vient le visiter pour quelques mois.
Le 17 septembre 1633, il enterre son principal soutien, sa sœur Marguerite.

### Ar beleg fol

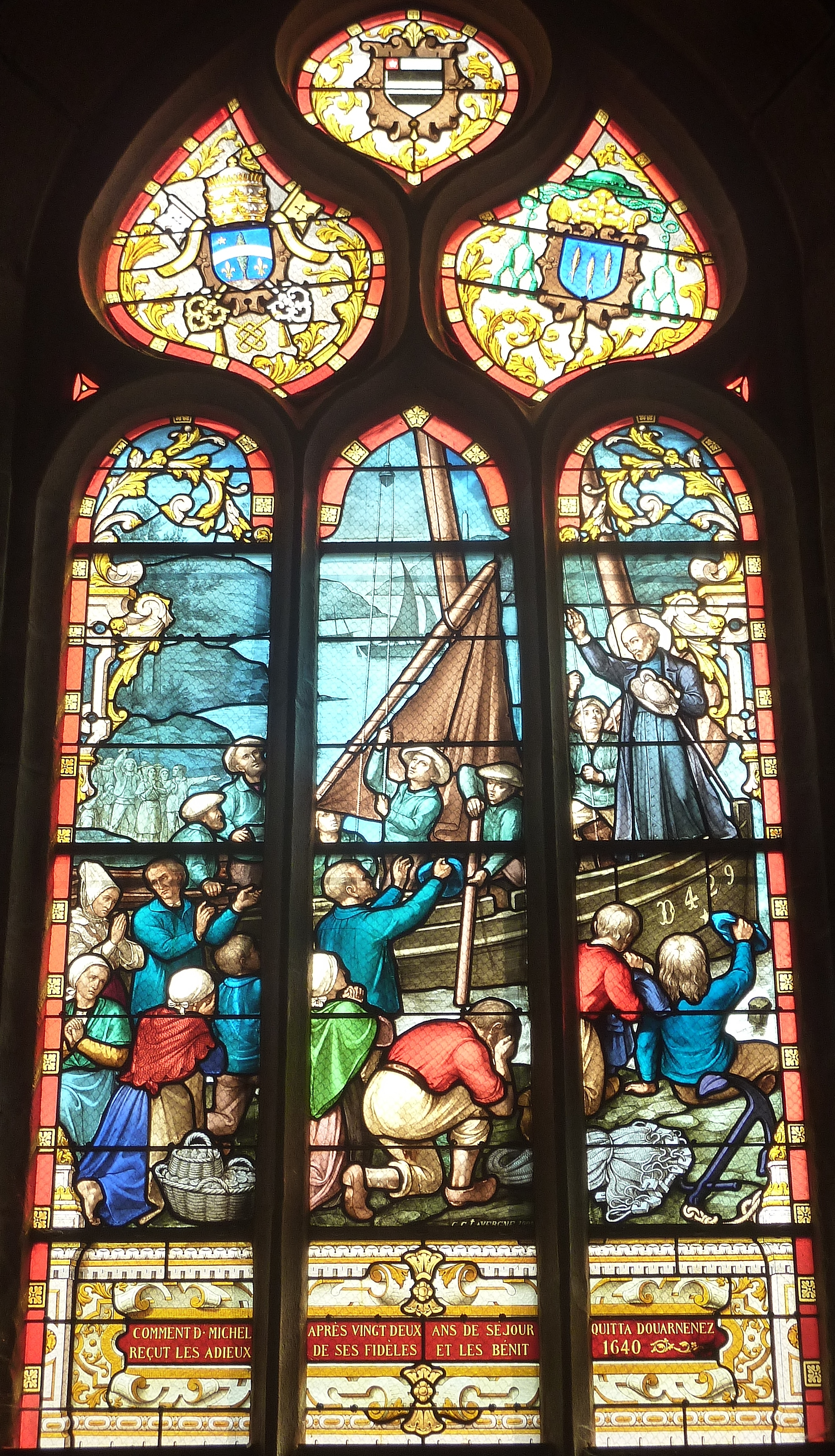
Église Saint-Herlé de Ploaré, vitrail "Les adieux de Michel Le Nobletz" à Douarnenez en 1640.

Son zèle à fustiger la richesse des marchands, à dénoncer la fausseté de certains dévots, à stigmatiser par son exemple les prêtres mondains, à trouver chez les uns et les autres la débauche, lui vaut d'être accusé de jeter la division. Il est dénoncé en chaire à son tour comme un ambitieux à l'esprit extravagant qui souhaite parvenir à ses fins par des procédés dénigrant l'enseignement traditionnel. Ses contemporains le surnomment « ar beleg fol », le prêtre fou. On l'accuse de vider les églises, les paroissiens sortant de celle-ci dès qu'il commence son prêche[réf. nécessaire].
En 1631, le recteur de Ploaré, qui l'avait initialement bien accueilli, dénonce en chaire Michel Le Nobletz, et écarte de toute fonction paroissiale les deux prêtres auxiliaires de dom Michel : Antoine Le Pennec et Guillaume Brelivet. Michel Le Nobletz doit s’installer provisoirement au bourg voisin de Pouldavid, une trève de la paroisse de Pouldergat, « le temps que se calment les esprits ».

Les sources historiques ne concordent pas ici : selon l’une des vies hagiographiques, « le Père Michel fut obligé, quelque temps, de dire la messe et de confesser les pénitents à la ville de Pouldavid, qui est en une autre paroisse », alors que selon Verjus, c’est Antoine Pennec qui fut visé : « Il ne traita pas mieux le prêtre qui s'était si admirablement converti à son premier sermon de Douarnenez, et qui l’aidait avec tant de bénédictions du ciel à instruire les petits enfants. Il lui interdit toute fonction ecclésiastique dans sa paroisse, et l’obligea d’aller dire la messe et confesser dans l’église d’un bourg voisin appelé Poldavi ».
Mais la mesure fut assez vite rapportée, à la demande du vicaire général de Quimper : « Messire Germain de Kerguelen, grand vicaire, ayant connaissance des grands trésors de sagesse et de grâce que Dieu avait départis à son serviteur [Michel Le Nobletz], adoucissait l’esprit du Recteur, et faisait qu'il le laissait catéchiser et prêcher comme auparavant »
La tempête apaisée, Michel Le Nobletz revint donc à Douarnenez. En outre, « le 22 janvier 1634, par contrat notarié, une tombe est concédée à Michel Le Nobletz en l’église de Ploaré par reconnaissance de son dévouement » pour la population.

### Retraite au Conquet (1639-1652)

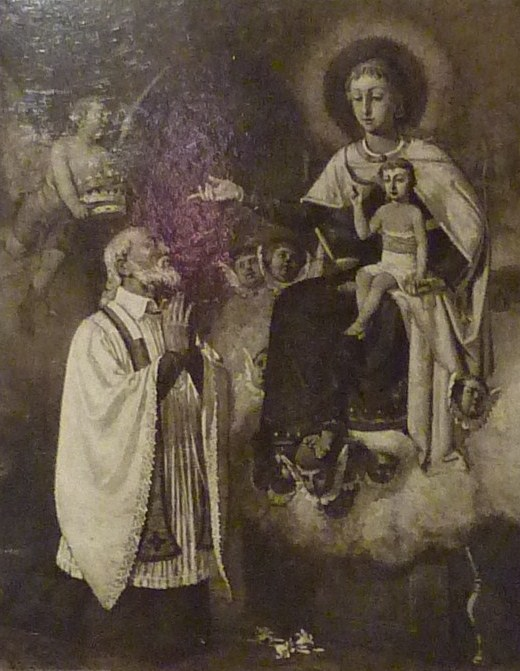
La très sainte Vierge apparait à Michel Le Nobletz

Le nouveau jeune recteur de Ploaré, Henri Gueguenou, qui est le neveu du précédent recteur, est jaloux de son succès. Il demande la révocation de Michel Le Nobletz de Douarnenez en 1639 et celui-ci rembarque pour Le Conquet le jour même où il apprend la décision.
Habitant une petite maison de la rue qui descend au port, cultivant un petit terrain attenant, il y restera treize ans, jusqu'à sa mort. Handicapé par la maladie de Parkinson, il souffre de difficultés d'élocution mais s'emploie à enseigner et catéchiser, chacun jour se déplaçant dans les paroisses du Bas Léon, reçu dans les maisons particulières. Il s'occupe particulièrement d'une orpheline, Jeanne Le Gall, qu'il envoie se former auprès de ses béguines douarnenistes. C'est au Conquet qu'il revoit le père jésuite Julien Maunoir qu'il avait connu à Quimper dix ans plus tôt, et qui sera son successeur.
Vers la saint Michel 1651, une hémorragie cérébrale le laisse paralysé et cloué au lit. Dans les dernières semaines de sa vie, il reçoit « les stigmates de la Passion de Jésus ». Peu avant sa mort, les pères Maunoir et Bernard viennent le voir depuis Quimper ; il a avec eux « divers entretiens durant lesquels il leur renouvela ses encouragements et ses conseils ». Le 5 mai 1652, Michel Le Nobletz meurt chez lui après un mois d'agonie.
La veillée funèbre se fait dans la chapelle Saint Christophe, que remplace aujourd'hui sur le port l'abri du canot de sauvetage. Le corps est inhumé en l'église tréviale de Lochrist, dans le tombeau de Bernard de Poulpiquet du Halgoët, premier Président à la Chambre des comptes de Bretagne. La piété des fidèles fera ensuite édifier en son honneur en 1750 un tombeau en marbre noir veiné de blanc, surmonté d’une statue en tuffeau, sculptés par Charles-Philippe Caffieri, sculpteur et dessinateur des vaisseaux du roi. Ce mausolée et les restes de Michel Le Nobletz seront transportés au Conquet en 1856, dans la nouvelle église Sainte-Croix édifiée avec les pierres de l’ancienne église de Lochrist.
L’ancienne petite maison de Dom Michel sera transformée en oratoire après sa mort. Elle est communément appelée « chapelle Saint-Michel », alors que son titre officiel est chapelle Notre-Dame de Bon-Secours.

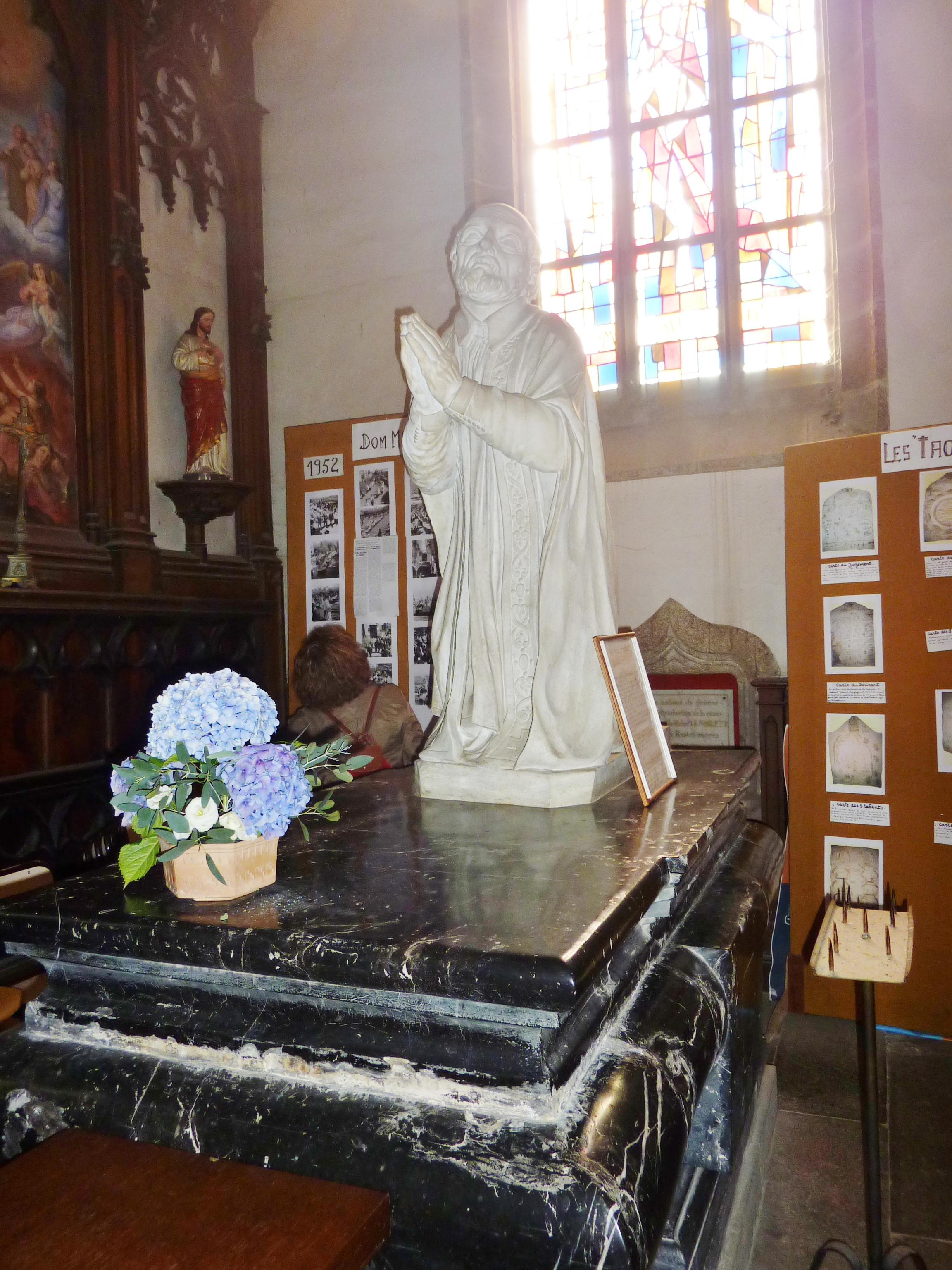
Église Sainte-Croix (Le Conquet) : le monument funéraire de Dom Michel Le Nobletz, sculpté par Charles-Philippe Caffieri (transféré depuis l'ancienne église de Lochrist).
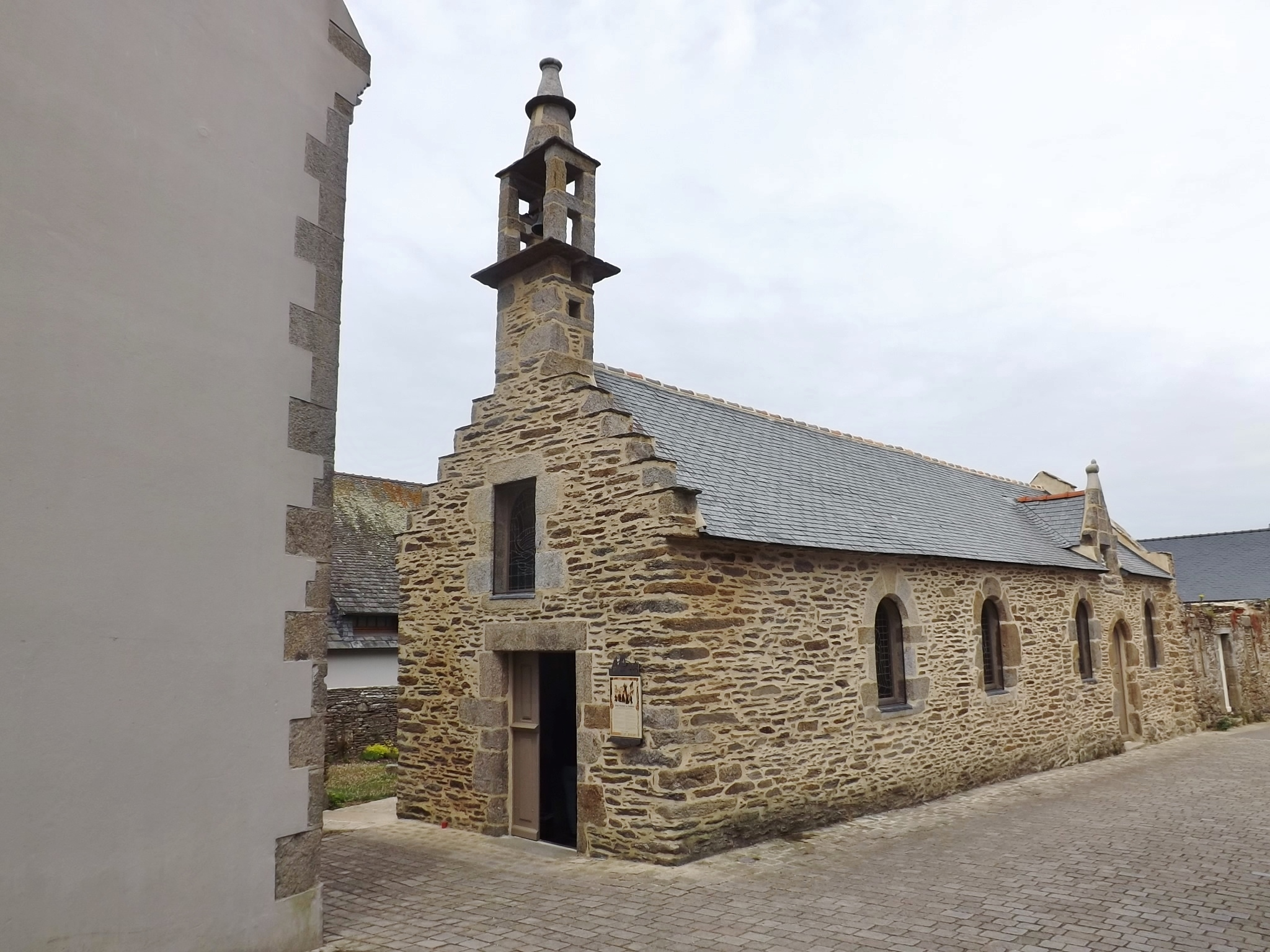
Le Conquet : la chapelle Notre-Dame-du-Bon-Secours (chapelle Dom Michel) : vue extérieure d'ensemble.
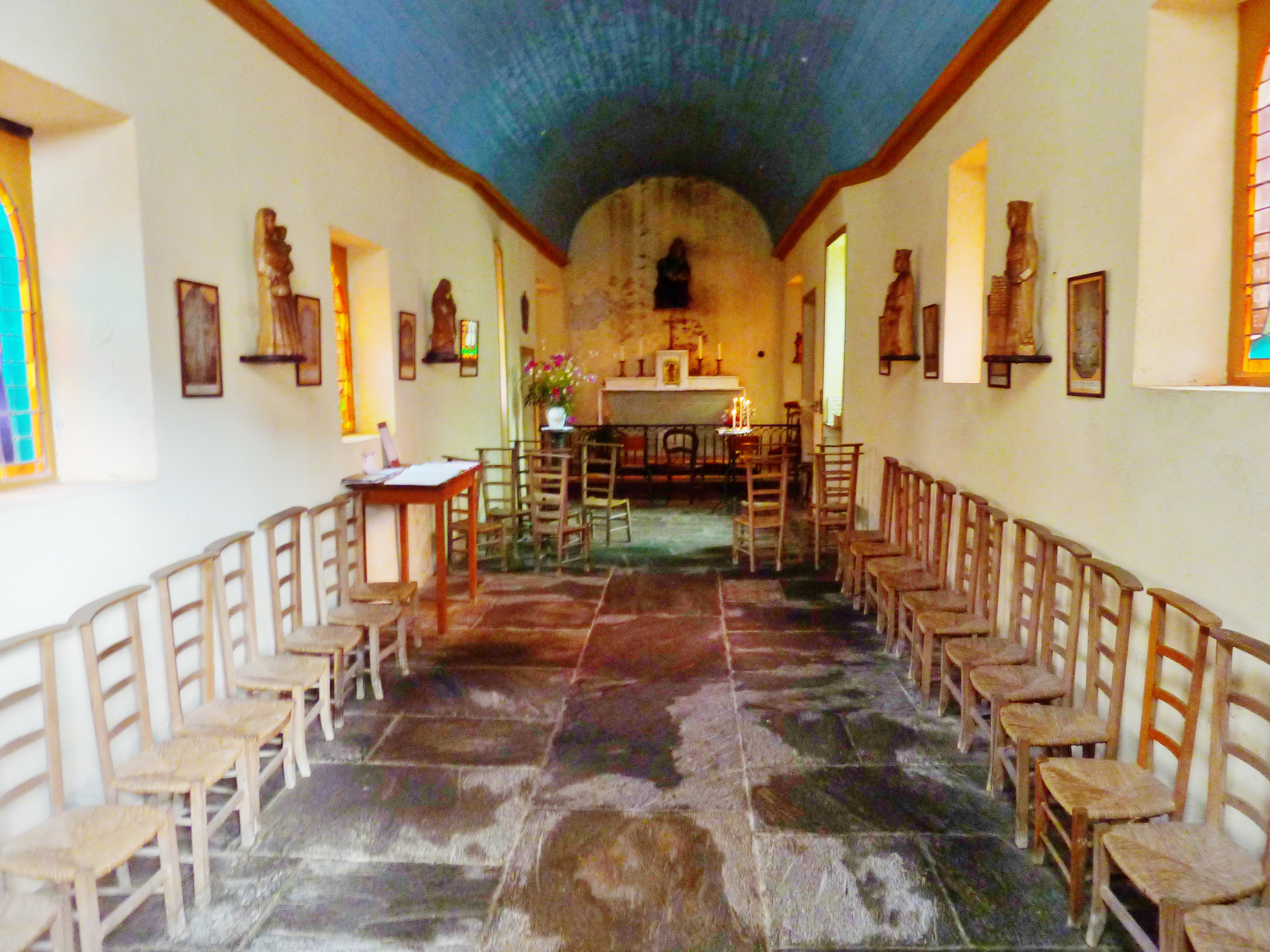
Le Conquet : la chapelle Notre-Dame-du-Bon-Secours (chapelle Dom Michel) : vue intérieure d'ensemble.
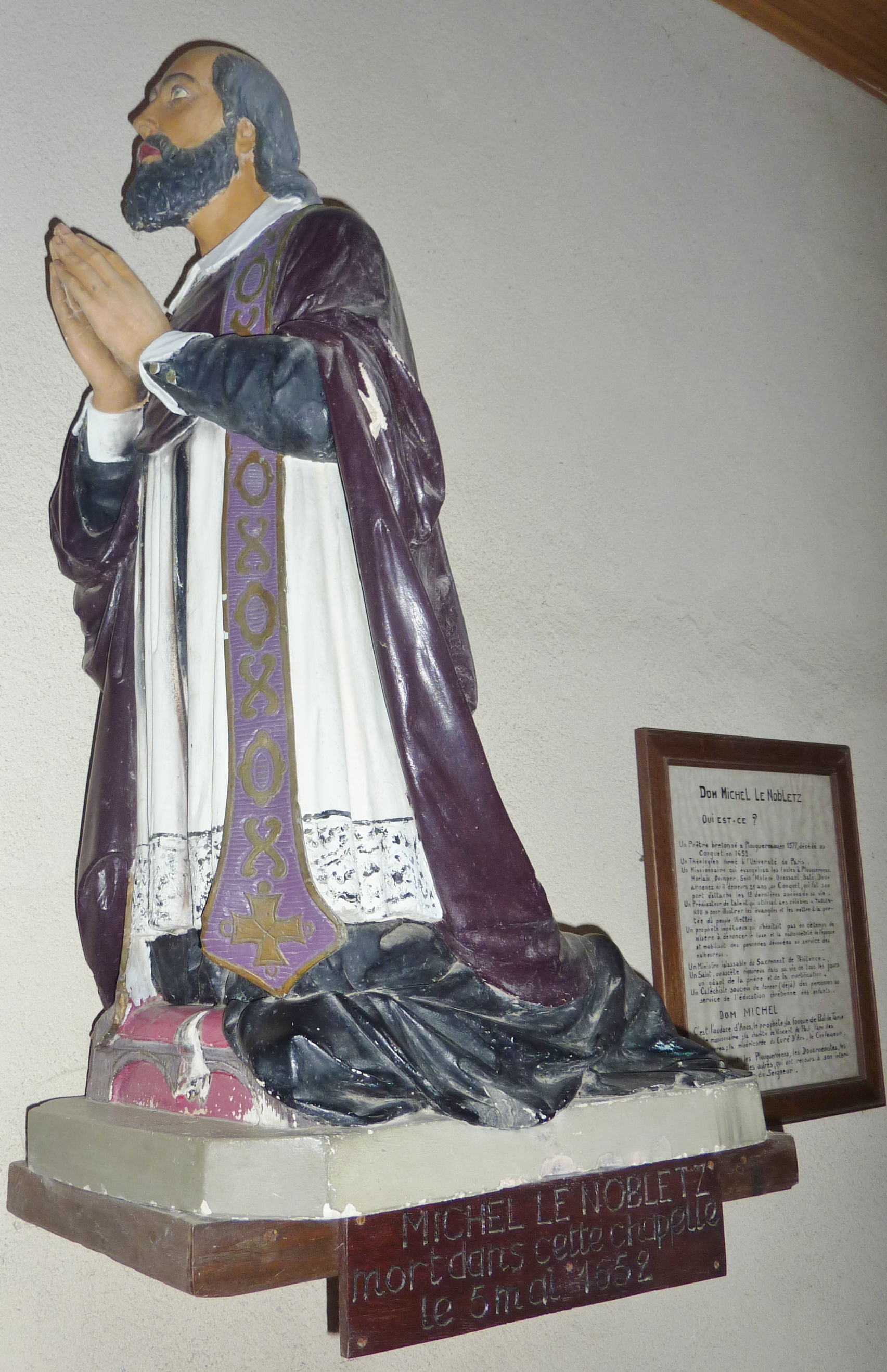
Statue de Dom Michel Le Nobletz dans la chapelle Notre-Dame-du-Bon-Secours (chapelle Dom Michel) du Conquet.

### Testament spirituel
Dans son testament, avec une pointe d’humour, Michel Le Nobletz déclare ne laisser à ses parents et héritiers, qu’un « beau rien ». 

« J’ai voulu vous laisser, par mon testament, ce beau rien dans un coffre, espérant que vous en pourriez tirer plus de profit et de gain que si je vous y aurais laissé quelque trésor d’or ou d’argent, connaissant bien que la possession de l’or et de l’argent et autres biens de ce monde sont les plus dangereux ennemis de notre salut. […], je vous laisse pour soulagement de votre maladie ce précieux médicament : rien. »

Ce testament spirituel est « une page d’une modernité étonnante », et 

« une manière de décliner ce qui ne se décline pas.
"Rien" pour tout cas
Ce Rien qui convient aux savants et aux ignorants
Ce Rien qui nous vient de la "Res" des théologiens
Et qui nous donne aussi de parler du réel des philosophes. »

— Michel Le Nobletz, cité en comparaison à Jacques Lacan.

## Méthode pédagogique

### Le langage des images
Pour s'adresser à un public illettré et captiver son attention, le père Le Nobletz fait réaliser, peut être dès 1613, des tableaux de mission. Son souci est aussi de pouvoir convertir les nombreux sourds et muets[réf. nécessaire]. Il est inspiré dans cette démarche par ses nombreuses lectures : 

« Pendant ses longues années de formation religieuse, de solitude et de vie errante, [Michel Le Nobletz] avait beaucoup lu, mais en poète, recueillant de tous côtés une abondante provision de symboles. »

 Comme l’a montré Anne Sauvy, la Carte des cœurs « a été constituée à l’aide d’une mosaïque d’influences diverses ». Dans le cahier qui a trait à la Carte mêlée, Dom Michel cite nommément certaines de ses sources, parmi lesquelles Alciat, l’auteur des Emblèmes (it), un ouvrage paru en 1523 qui eut beaucoup de succès chez les humanistes de la Renaissance, tant en Italie qu'en France, et « Pieri », c’est-à-dire Pierio Valeriano, dit Pierius, auteur des Commentaires hiéroglyphiques. Élaboré par le jurisconsulte milanais André Alciat, les Emblèmes sont une série de deux cent vingt-six gravures, commentées chacune d'un distique latin qui exprime une sentence moralisante. Des thèmes et images identiques associés de la même façon se retrouvent dans les peintures de Michel Le Nobletz.
On évalue à au moins soixante-dix le nombre de tableaux différents qui auraient été peints et à une centaine le nombre des copies réalisées. Un grand nombre d’entre eux ont disparu, comme la Lettre de Pythagore, l’Imago Mundi, Les Deux Hôpitaux, la Carte de l’Harboulin, Le Château de vérité, Les Dix Degrés, les Nouvelles Demoiselles, la Carte du monstre ayant une corne sur la tête, la Carte des trois arbres et bien d’autres aux titres « énigmatiques », dont la liste est connue par les inventaires et catalogues dressés par Dom Michel lorsqu’il confiait une nouvelle série de cartes à ses disciples de Douarnenez. Le seul évêché de Quimper a conservé quatorze cartes qui représentent douze sujets différents, deux étant en double. Les tableaux de mission conservés sont tous des peaux de moutons, mais à l'origine ils semblent, au moins certains, avoir été peints sur du bois[réf. nécessaire]. Les originaux auraient été peints entre 1613 et 1639.
Les historiens distinguent plusieurs types de « cartes peintes » chez Michel Le Nobletz : des cartes d’initiation, des cartes de catéchèse ou d’exemples, des cartes itinéraires, et des cartes marines ou géographiques. Les premières servaient à illustrer l’enseignement du concile de Trente sur les vérités à croire, les prières à connaître, les sacrements à recevoir, les œuvres à pratiquer (cartes des Lois, du Pater, des six cités du refuge). Les autres cartes visaient un approfondissement de la doctrine chrétienne. C’est ainsi que la carte de la Croix, ou certaines images de la carte dite des Cœurs, peuvent se lire comme une traduction en langage populaire des Exercices de saint Ignace de Loyola .

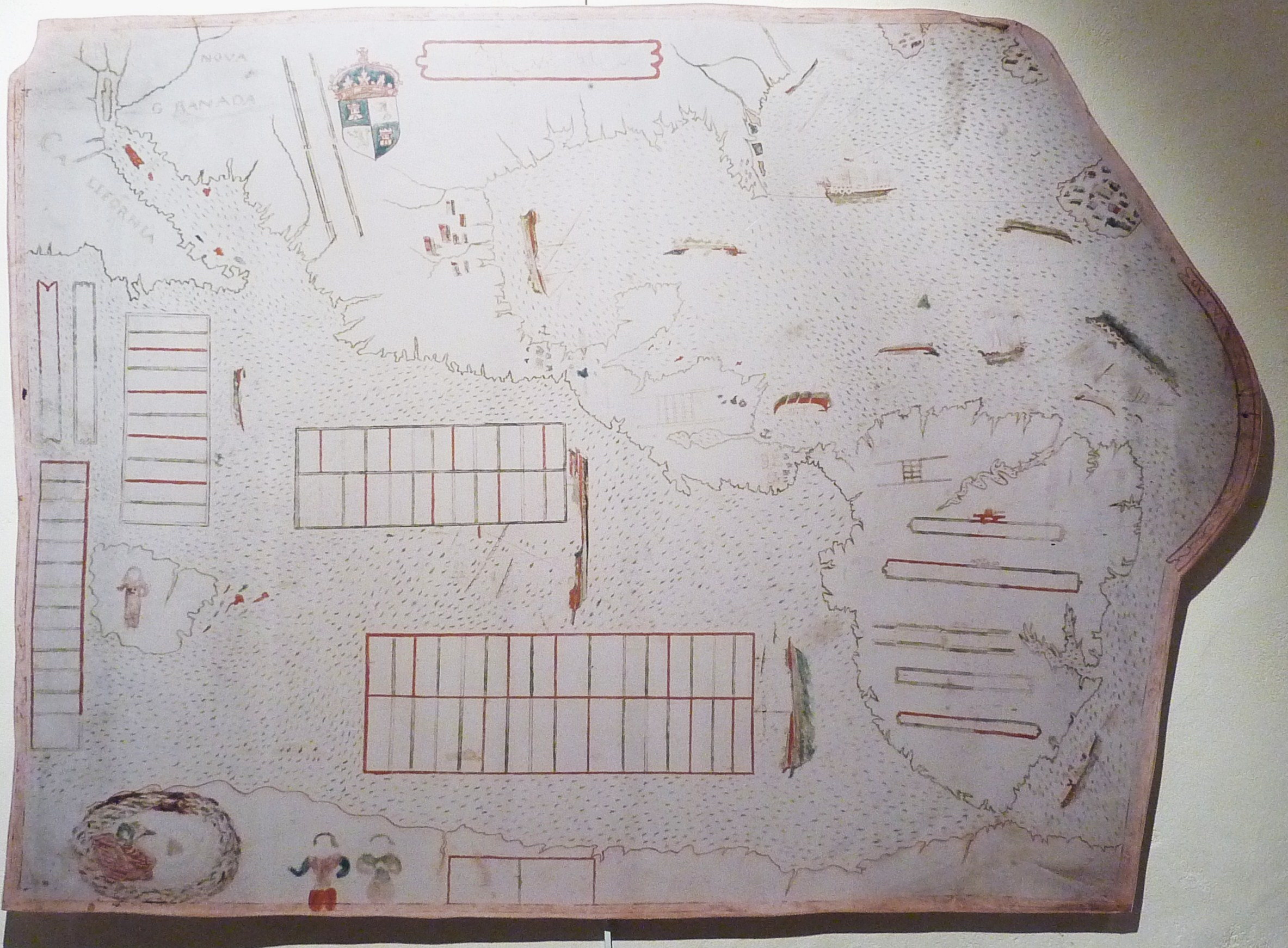
Tableau de mission utilisé par Michel Le Nobletz : la carte des conseils (vue partielle)
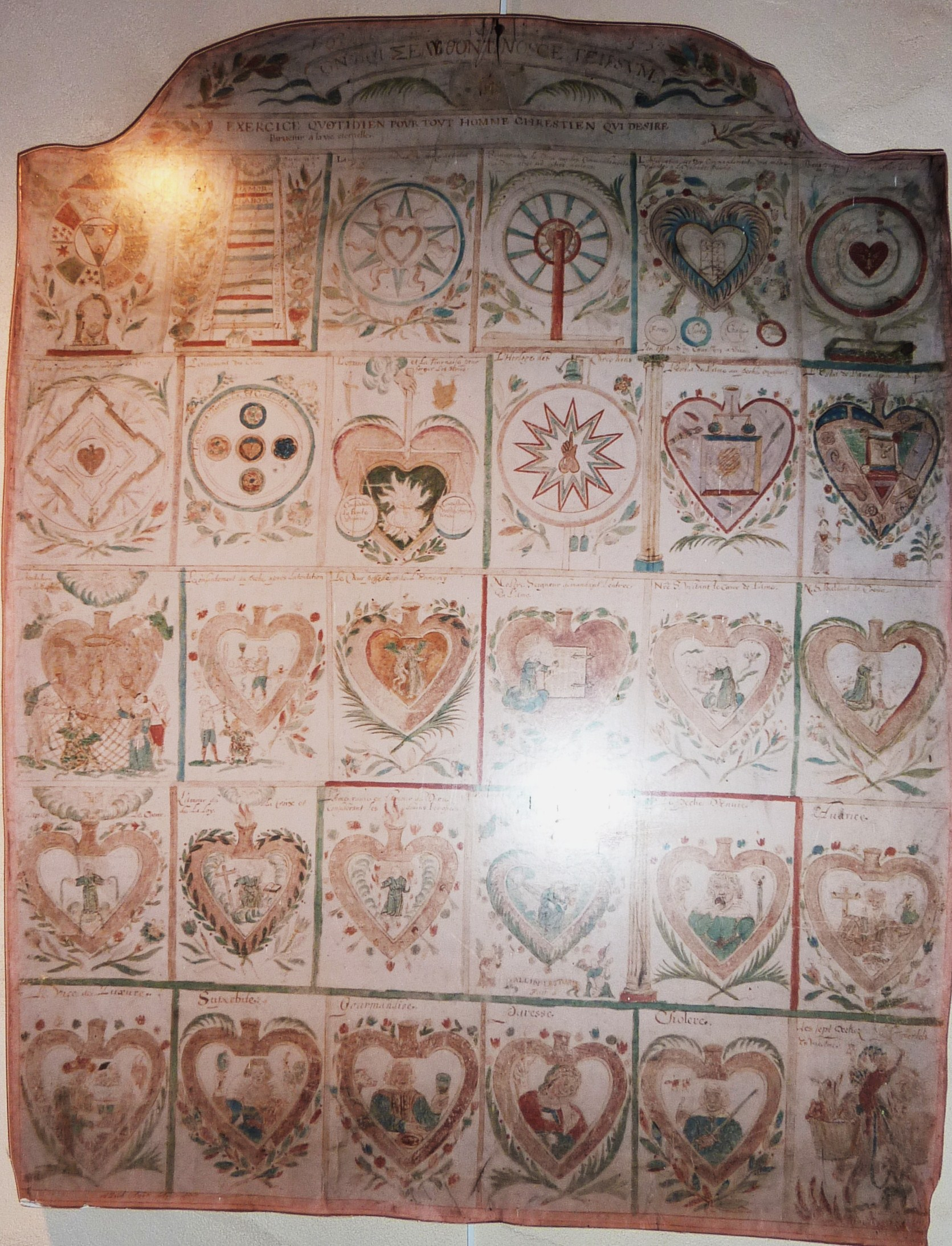
Tableau de mission utilisé par Michel Le Nobletz : la carte des cœurs (vue d'ensemble)
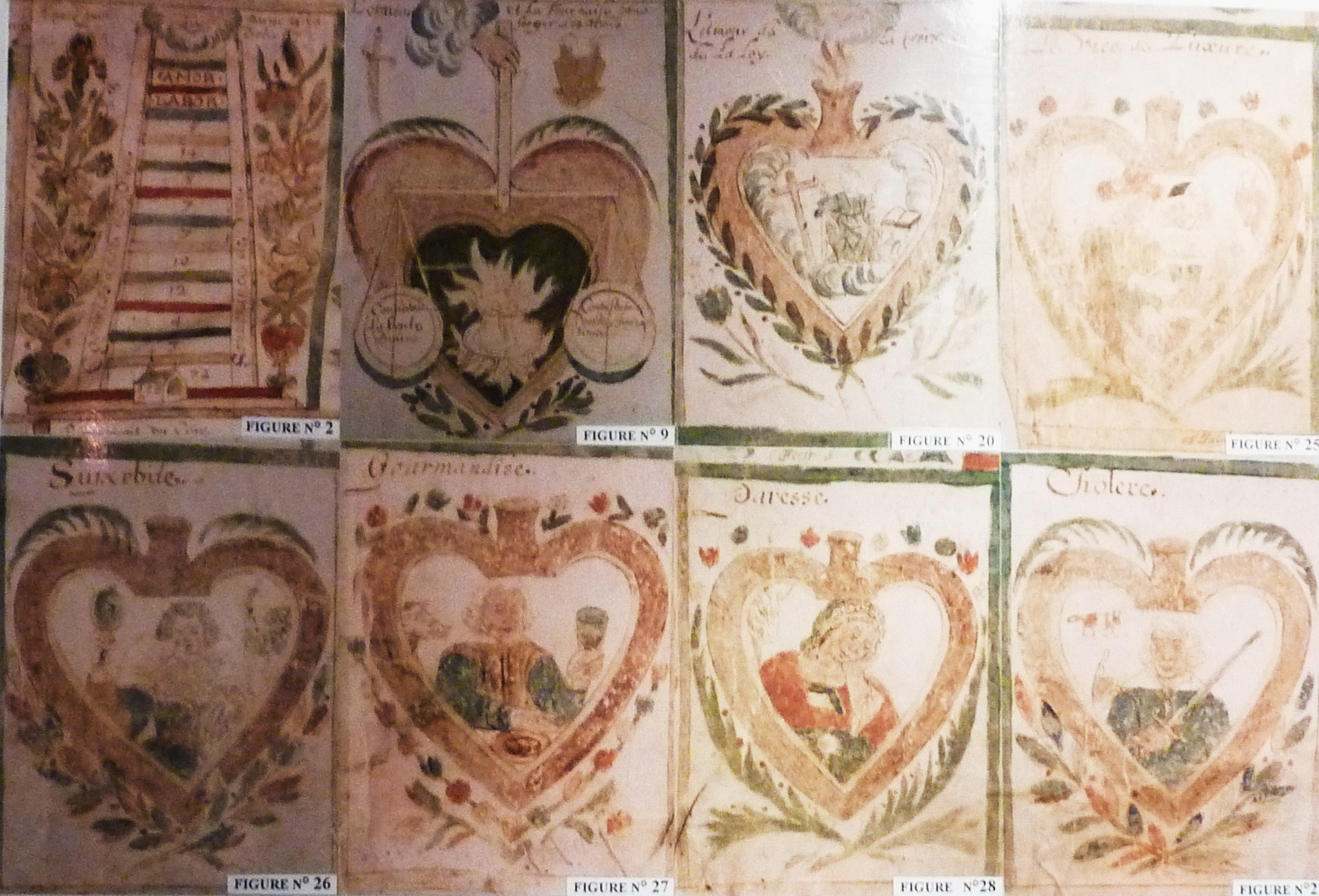
Tableau de mission utilisé par Michel Le Nobletz : la carte des cœurs (vue partielle)
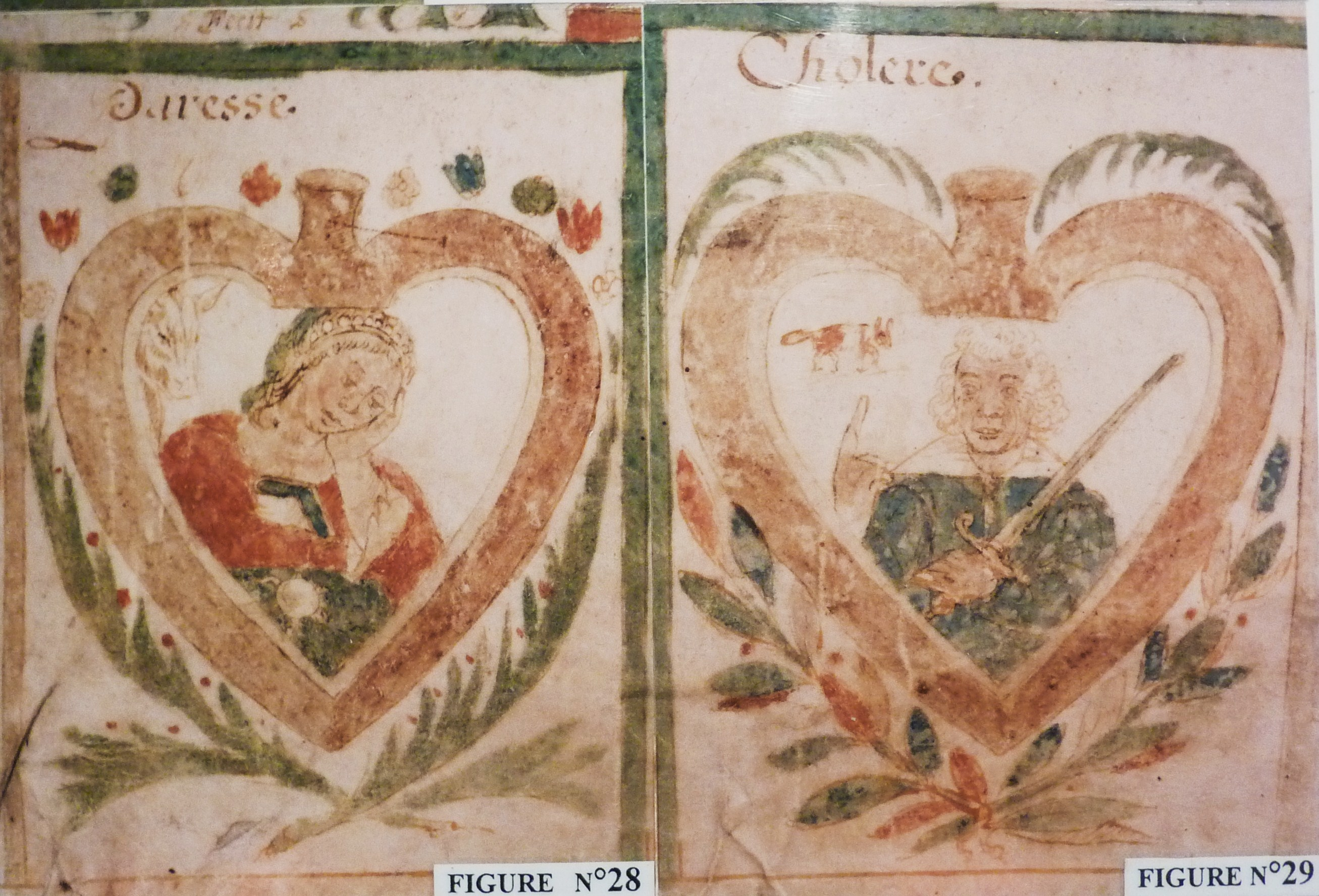
Tableau de mission utilisé par Michel Le Nobletz : la carte des cœurs (paresse et colère)
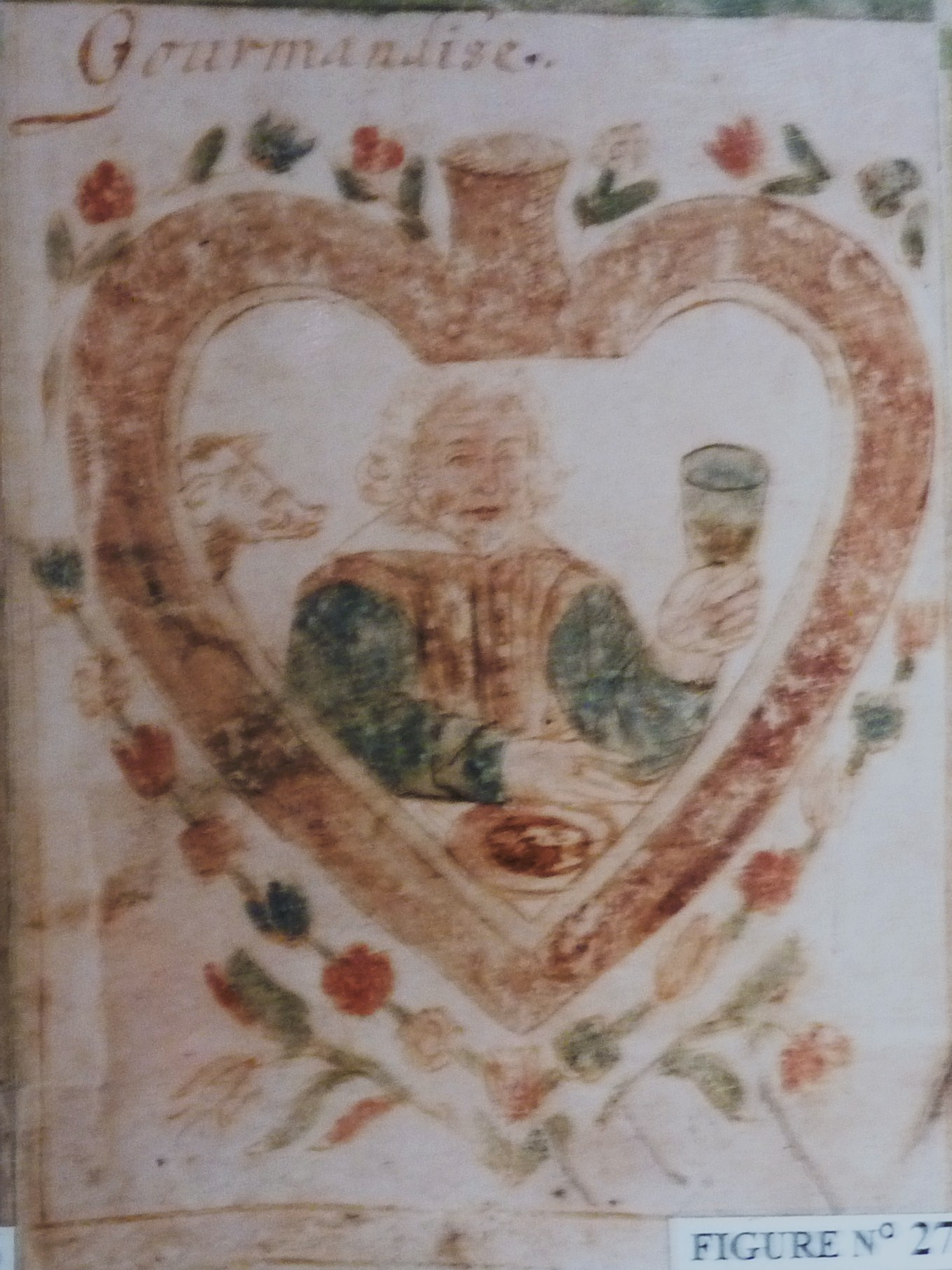
Tableau de mission utilisé par Michel Le Nobletz : la carte des cœurs (gourmandise)
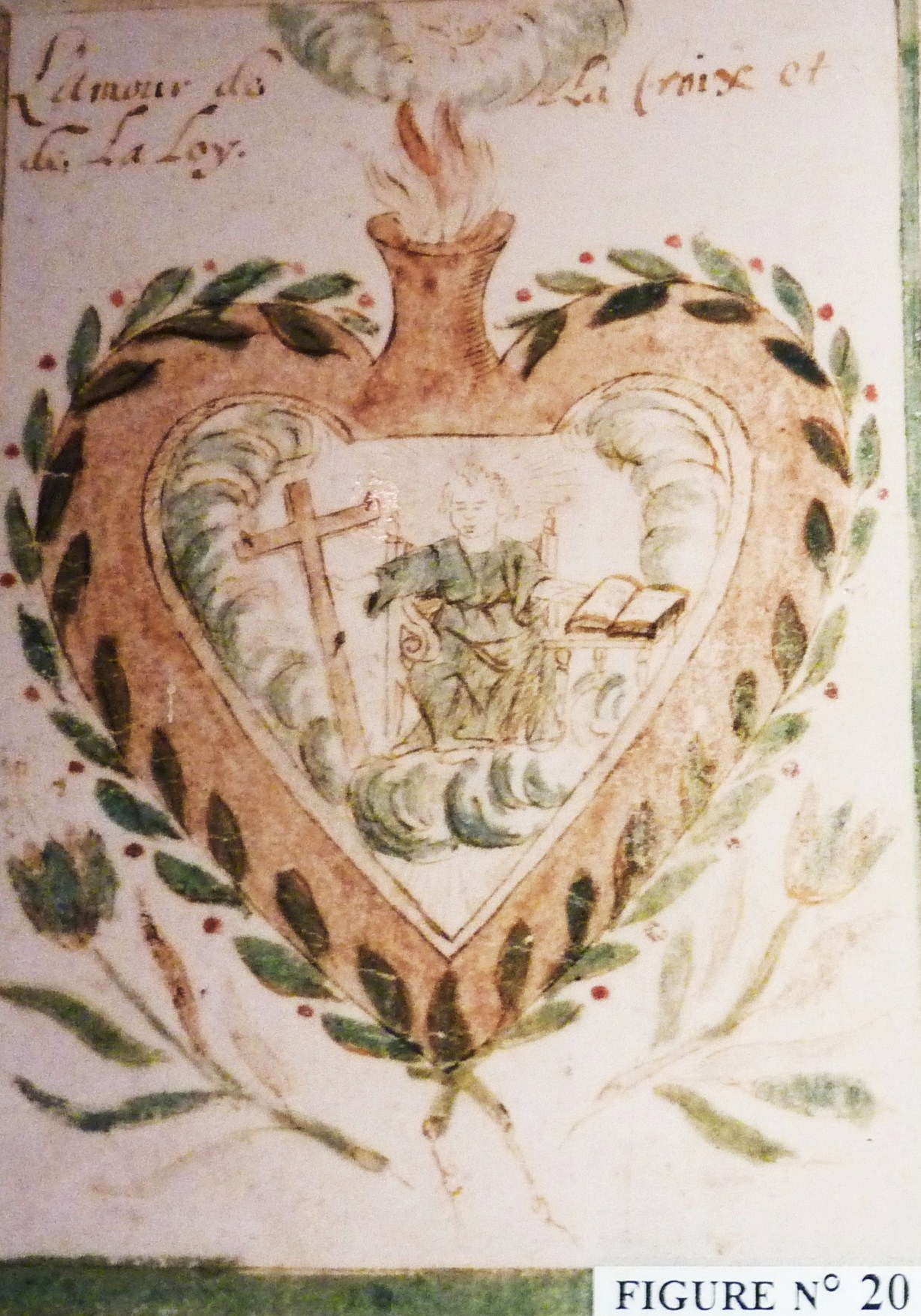
Tableau de mission utilisé par Michel Le Nobletz : la carte des cœurs (l'amour de la Croix et de la Loi)
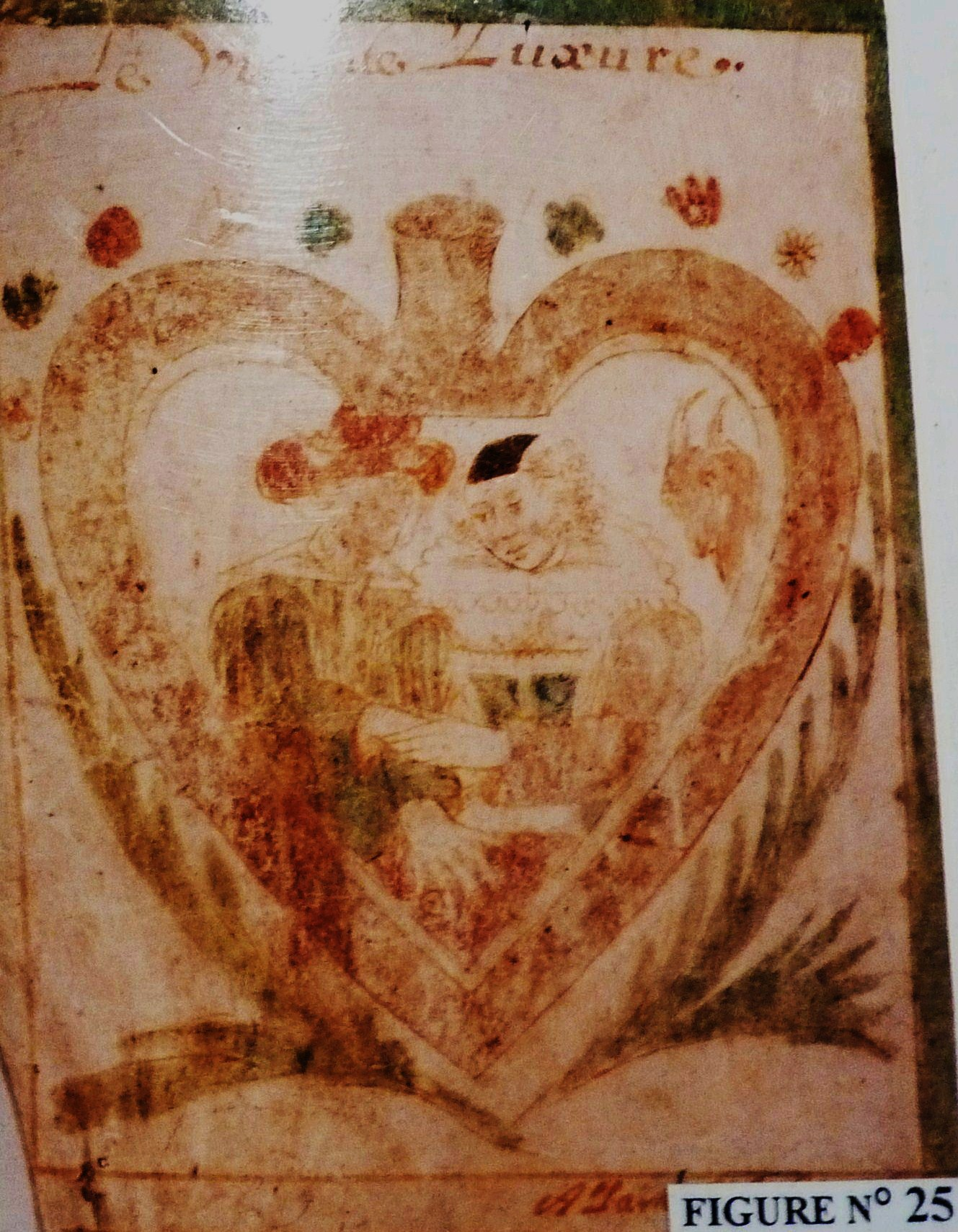
Tableau de mission utilisé par Michel Le Nobletz : la carte des cœurs (la luxure)
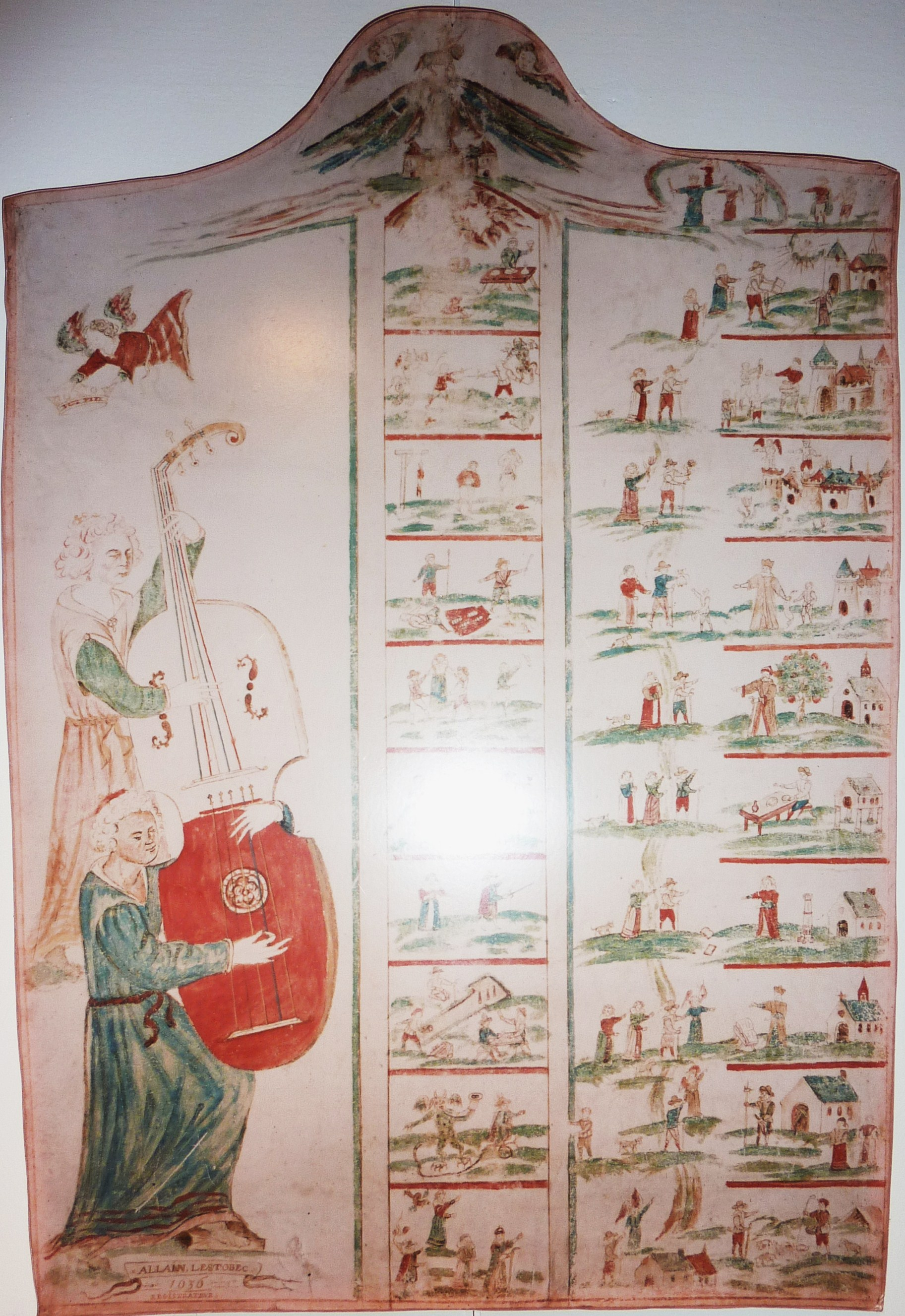
Tableau de mission utilisé par Michel Le Nobletz : autre carte

Michel Le Nobletz appelle ces tableaux « énigmes spirituelles », « peintures mystérieuses », « figures instructives ». Sorte d'idéateurs avant l'heure, ils sont destinés à être montré au public par celui qui conduit la prédication, lequel peut ordonner son discours à partir des différentes scènes allégoriques et symboles les composant, à la manière des tarots.
Chaque tableau est accompagné d'une Déclaration, guide manuscrit rédigé en latin, en français, ou en breton. Le texte latin est destiné aux prêtres, la version française aux retraitants ou aux « élèves qui viennent lire les cahiers », et la version en breton « pour l’apprentissage des femmes dévotes auxquelles on en ferait lecture ». La complexité de la composition est toutefois suffisante pour permettre la multiplicité des interprétations et, ainsi, amener à la réflexion, sinon à la contemplation du mystère. Car Michel Le Nobletz décrit la vie spirituelle comme un chemin, une montée vers Dieu, selon les trois étapes classiques de la vie contemplative appelées, depuis le Pseudo-Denys l'Aréopagite (Ve – VIe siècles), voie purgative, voie illuminative et voie unitive.
Il faut encore noter que l’ouvrage majeur de Dom Michel Le Nobletz, son Mémorial des bénéfices reçus, a été perdu, de même que son Traité sur les perfections admirables de la Sainte Vierge et que les « relations qu’il avait rédigées de ses missions, de ses épreuves et de ses expériences mystiques. Seuls les écrits et enseignements catéchétiques qui étaient en possession de ses disciples de Douarnenez » ont pu être conservés, sous la forme des déclarations qui commentaient les cartes peintes.

### La métaphore marine
En 1614, Françoise Troadec, dessinatrice de l'école de cartographie du Conquet et veuve ayant rejoint Marguerite Le Nobletz dans ses œuvres, propose ses talents pour fournir au prédicateur son support en image. Elle sera bientôt suivie par d'autres, dont le plus remarquable est le régistrateur Alain Lestobec. Michel Le Nobletz qualifiera dès lors ses tableaux de mission de cartes, métaphore faisant du pécheur un individu perdu dans le brouillard de l'ignorance, menacé d'un océan de périls, naviguant entre les vices comme autant d'écueils... Les cartes marines ou portulans étant à l'époque extrêmement rares, les « cartes » morales donnaient à la catéchèse une autorité de science géographique.
S'adressant le plus souvent à un public de marins, le missionnaire se fait comprendre par métaphore comme le Christ par parabole. « La proue est la Foy [...], le gouvernail l'obéissance ». La symbolique use largement de la tempête, des navires, des voiles et des courants marins. Chaque détail est prend sens pour Michel Le Nobletz qui exhorte ses ouailles en filant la métaphore. « Les trois grands voiles, les puissances de l'âme [...] Le vent, la grâce [...] Le compas que tient le Maistre du navire c'est la raison qui doit conduire le vaisseau [...] Levez les yeux vers le haut du mast et considérez la hune, où se met la sentinelle du vaisseau pour découvrir de loin les rochers, les changemens des vens, & les ennemis... Nous arriverons enfin de cette façon à cette Isle délicieuse, au milieu de la Mer pacifique de l'amour divin, Dieu nous en fasse la grace ».

### La langue du peuple
Pour toucher son public de marins et de paysans du petit peuple et afin qu'ils mémorisassent aisément son enseignement, Le Nobletz mit des paroles édifiantes sur des airs de chansons populaires. L'évêque de Léon Robert Cupif ne comprenant pas le breton, interdit ces cantiques dont l'air lui semblait scandaleux, jusqu'à ce qu'on lui expliquât le sens des paroles.

### Équipes laïques et féminines
Le Nobletz fit aussi appel à des femmes pieuses de toutes origines pour l'aider, à commencer par ses sœurs Anne et Marguerite le Nobletz, ce qui lui fut durement reproché. Parmi celles-ci, il y eut la Morlaisienne Mlle de Quisidic (noble demoiselle), les veuves douarnenistes Claude le Bellec (armateur et négociante en vin), Dammath Rolland (fabricante de filets) et Anne Keraudren, les Conquétoises Jeanne le Gall (paysanne) et Françoise le Troadec (cartographe polyglotte).
Il ne négligea pas pour autant de s'adjoindre l'assistance d'hommes que le sort lui faisait rencontrer, le cartographe et employé du fisc Alain Lestobec, le pêcheur sénan Fanch le Su, Heny Pobeur, Bernard Poullaouec, Guillaume Coulloch...

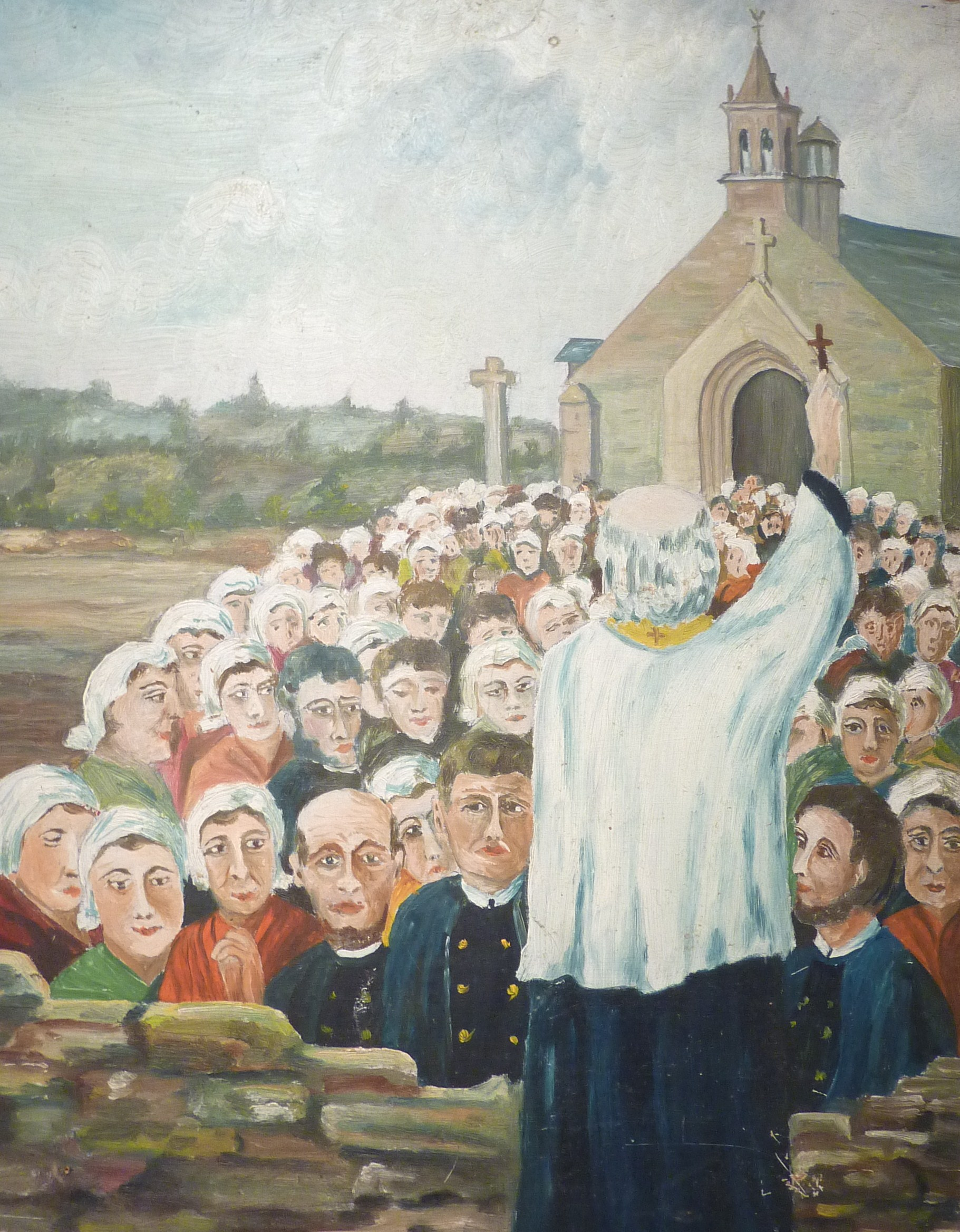
Tableau de mission du RP Cariou : Prédication par Michel Le Nobletz sur le parvis d'une chapelle de Douarnenez
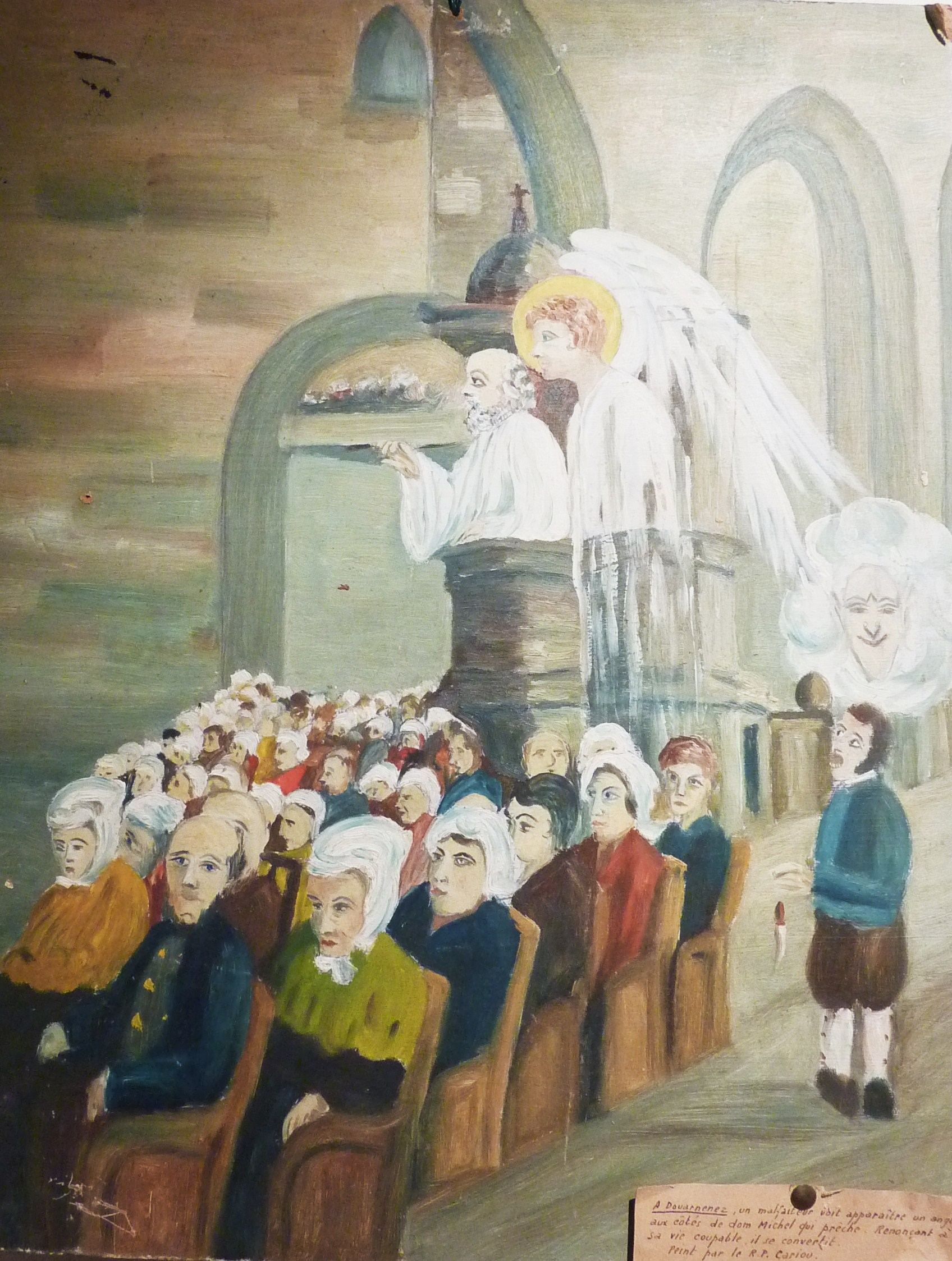
Tableau de mission du RP Cariou : Michel Le Nobletz prêchant dans une chapelle de Douarnenez

## Vénération

### Procès en béatification
Le procès en béatification de Michel Le Nobletz fut ouvert en 1701 par Mgr Pierre Le Neboux de La Brousse, évêque de Léon. Il fut relancé par Mgr Lamarche, évêque de Quimper et Léon, le 30 octobre 1888. Deux procès diocésains examinèrent successivement sa renommée de sainteté, ses vertus et miracles, puis l’absence de culte public. Un décret du pape Léon XIII, du 6 avril 1897, autorisa l’introduction de la cause du « vénérable serviteur de Dieu Michel le Nobletz, prêtre et missionnaire » auprès de la Congrégation des Rites en vue d’un nouveau procès dit « procès apostolique ». Le pape Pie X décréta l’héroïcité des vertus de dom Michel le 14 décembre 1913, « ouvrant ainsi la voie à la béatification du Vénérable dom Michel Le Nobletz dès qu’un miracle sera reconnu ».

### Lieux de prière
Plusieurs chapelles du Finistère conservent le souvenir de dom Michel Le Nobletz :
- la chapelle Saint-Michel à Plouguerneau (Treménac'h), à côté de laquelle un oratoire rappelle l’ermitage où il mûrit sa vocation en 1607 ;
- la chapelle Saint-Michel à Douarnenez, édifiée en 1663 à la demande de Mgr René du Louët, évêque de Quimper, sur l’emplacement (ou tout à côté) de la maison habitée par Michel Le Nobletz ;
- la chapelle Notre-Dame de Bon Secours au Conquet, dite chapelle Saint-Michel, qui est l’ancienne demeure de dom Michel transformée en oratoire après sa mort ;
- dans l’église Sainte-Croix du Conquet, près du chœur, la chapelle qui abrite le mausolée de dom Michel.

### Iconographie
Sur les tableaux ou les statues les plus anciennes, l’image la plus courante de Michel Le Nobletz est celle d’un prêtre âgé, la barbe grise, agenouillé pour la prière. Les premières images sont des ex-voto peints, dont le plus ancien (1663) relate une guérison attribuée à Dom Michel. Les autres représentations picturales reprennent le thème de la « Donation des trois couronnes », lorsque durant ses études à Agen la Vierge Marie lui aurait remis trois couronnes superposées (de virginité, de « docteur et maître de vie spirituelle », et de « mépris du monde »).
Des vitraux lui sont consacrés dans plusieurs églises du diocèse de Quimper et Léon, comme au Conquet, à Douarnenez, Ploaré, Audierne, Plouguerneau, Rumengol, Saint-Mathieu de Quimper, Plounéour-Trez, ou à l’île de Sein. Ceux-ci sont souvent en lien avec des épisodes de sa vie s’étant déroulés sur les lieux mêmes.

### Autres reconnaissances
- A Douarnenez, aux XIXe et XXe siècles, de nombreux bateaux de pêche ont porté le nom de Le Nobletz : « vingt cinq chaloupes pour la seule période courant de 1869 à 1899 »[52].
- Le nom de Dom Michel Le Nobletz a été donné à deux écoles primaires catholiques, au Conquet et à Plouguerneau, ainsi qu’au collège catholique du Conquet.
- Il existe des rues Michel Le Nobletz au Conquet, à Plouguerneau, Douarnenez, Quimper, Brest, et Rennes.
- La vedette de la station de la SNSM de Plouguerneau est baptisée Michel le Nobletz.

#### Études
- Louis Kerbiriou, Les missions bretonnes. Histoire de leurs origines mystiques, Le Grand, Brest, 1933 (réédité en 1934 sous le titre : Les missions bretonnes. L'œuvre de dom Michel le Nobletz et de Père Maunoir) [PDF] Livre en pdf
- Henri Bremond, Histoire du sentiment religieux en France, Bloud & Gay, Paris, 1916-1936, t. v, p. 88 et suivants.
chapitre II Les Missions bretonnes.
- Ferdinand Renaud, Michel Le Nobletz et les missions bretonnes, Éd. du Cèdre, Paris, 1955. [PDF] Livre en pdf
- Fañch Roudaut, Alain Croix & Fañch Broudic, Les chemins du paradis / Taolennoù ar baradoz, Éd. de l'Estran - Chasse Marée, Douarnenez, 1988.
- Anne Sauvy, Le miroir du cœur. Quatre siècles d'images savantes et populaires, Cerf, Paris, 1989.
- An Taolennoù. Le ciel et l'enfer. Des tableaux de mission à la bande dessinée 1630-1950, catalogue d'exposition du château de Kerjean, 1990.
- J. M. Le Boulanger, préf. M. Simon, Michel le Nobletz. Ar beleg fol. 1577-1652, Un missionnaire en Bretagne., Mémoires de la Ville, Douarnenez, 2001, rééd. 2002  (ISBN 978-2-951196-77-3), 195 p.
- F. Morvannou & Y. P. Castel, Michel le Nobletz / Mikêl an Nobletz, Minihi Levenez, Tréflévénez, 2002  (ISBN 2-908-203-16-2).
- Taolennoù. Michel Le Nobletz. Tableaux de mission, Yann Celton (dir), Hervé Queinnec, Yann-Kelig Cotto, Kristell Loussouarn, éditions Locus Solus, Châteaulin, mars 2018, 72 p. : ill.  (ISBN 978-2-36833-186-6)
- Dom Michel Le Nobletz. Mystique et société en Bretagne au XVIIe siècle, Brest, Centre de Recherche Bretonne et Celtique, octobre 2018, 413 p.  (ISBN 979-10-92331-39-4)
- Hervé Queinnec, La Carte des Cœurs de Dom Michel Le Nobletz, ou Carte de l'Exercice quotidien pour tout homme chrétien qui désire parvenir à la vie éternelle, Quimper, Archives diocésaines, novembre 2023, 48 p. : ill.  (ISBN 979-10-415-1650-6)
- Cornette, Joël. « Chapitre 34. Michel Le Nobletz et Julien Maunoir : les “sorciers de Dieu” ». Histoire de la Bretagne et des Bretons T1 Des âges obscurs au règne de Louis XIV, Le Seuil, 2014. p.580-602.  lire en ligne.

#### Hagiographies
- Antoine Verjus, sj, La Vie de Mr Le Nobletz, Pretre et Missionnaire en Bretagne, Muguet, Paris, 1666 (sous le pseudonyme d'Antoine de Saint-André).
- La Vie de Marguerite Le Nobletz, par son frère.
- Dom Guy Alexis Lobineau, Les vies des saints de Bretagne et des personnes d'une éminente piété qui ont vécu dans la même province… avec une addition à l'Histoire de Bretagne, Rennes, compagnie des imprimeurs-libraires, 1725; pp. 401 et suivantes.
- Douze apôtres bretons, avec portrait. I. Michel Le Nobletz, Prud’homme, Saint-Brieuc, 1858.
- Ed. Perdrigeon du Vernier, Maître Michel Le Nobletz, T. Hauvespre, Rennes, 1870.
- (br) J. Bleuzen, sj, Buez an aotrou Mikel Nobletz : beleg enorus meurbed. Rener kenta ar Missionou e Breiz-Izel, er 17t cantvet, Brest, J.-B. Lefournier ; Kemper, J. Salaun, 1879.
- (br) Alain Marie Drézen, Buez dom Michel Nobletz : missionner hag abostol braz Breiz-Izel, Brest, J.-B. Lefournier ; Quimper, J. Salaün, 1879.
- (it) Vita del Servo di Dio Michele Le Nobletz. Anno 1577-1652, Roma, 1888, 221 p.
- Hippolyte Le Gouvello, « Le vénérable Michel Le Nobletz (1577-1652), un apôtre de la Bretagne au XVIIe siècle » dans Le Messager du Sacré-Cœur, 1898 (D'après le manuscrit de la vie de Michel le Nobletz, qui était depuis 1822 dans la famille Miorcec de Kerdanet, de Lesneven). Autre publication : V. Retaux, Paris, 1898, 490 p.
- Vincent Ligiez, op, Articles pour le procès apostolique sur la Réputation de sainteté, les vertus et les miracles “in genere” du vénérable serviteur de Dieu Michel Le Nobletz, prêtre et missionnaire, A. de Kerangal, Quimper, 1898.
- Vincent Ligiez, op, Articles pour le procès apostolique sur les Vertus et les Miracles “in specie” du vénérable Michel Le Nobletz, prêtre et missionnaire, A. de Kerangal, Quimper, 1898.
- (br) chanoine Jean-Marie Uguen, Buhez Mikael An Nobletz (1577-1652), misioner Breiz, Moulerez ar "C'hourrier", Brest, 1929.
- Henri Pérennès, La vie du Vénérable Dom Michel Le Nobletz par le Vénérable Père Maunoir de la Compagnie de Jésus, impr. A. Prud'homme, Saint-Brieuc, 1934. (Publication du manuscrit La Vie de Monsieur le Nobletz, prestre missionnaire, contenant l'idée d'un parfait prestre séculier, attribuée au P. Maunoir ?)
- Alexandre Cozian, Vie du vénérable dom Michel Le Nobletz, Apôtre de la Basse-Bretagne, 1577-1652, Landerneau, 1952.

#### Articles
- Alain Croix, « Les cartes de Michel Le Nobletz », dans Bulletin de la Société Archéologique du Finistère, t. 116 (1987), p. 229-265.
- Alain Croix, « Langues du peuple, langues pour le peuple. Les langages des missions bretonnes au 17e siècle », dans La Bretagne linguistique (Cahiers du Groupe de recherche sur l’économie linguistique de la Bretagne), vol. 4, 1987-1988, p. 155-167.
- Marc Court, « Michel Le Nobletz et ses réseaux », Politica Hermetica, no 28,‎ 2014, p. 95-110.
- Bertrand Peyrus, « Missions paroissiales », dans Catholicisme. Hier, aujourd'hui, demain, 9, Paris, 1982, col. 401-431.
- Hervé Queinnec, « Le catéchisme mystique de dom Michel Le Nobletz », Christus, no 261,‎ janvier 2019, p. 91-100 (ISSN 0009-5834, lire en ligne).
- Hervé Queinnec, « Michel Le Nobletz, pasteur et mystique », Annales de Bretagne et des pays de l’Ouest, vol. 126, no 4,‎ décembre 2019, p. 97-116 (ISBN 978-2-7535-8019-0, ISSN 0399-0826, lire en ligne).
- François Trémolières, « L'enseignement par l'image de Michel Le Nobletz », dans Ralph Dekoninck et Agnès Guiderdoni-Bruslé (dir), Emblemata Sacra. Rhétorique et herméneutique du discours sacré dans la littérature en images, Brepols, Turnhout, 2007, p. 553-568.